# Coahuilaceratops magnacuerna
Coahuilaceratops magnacuerna ("cara con cuernos de Coahuila de cuernos grandes") es la única especie conocida del género extinto Coahuilaceratops de dinosaurio ceratópsido, que vivió en el Cretácico Superior, entre 71 a 70 millones de años en el Maastrichtiano, en lo que hoy es Norteamérica.

## Descripción
El ejemplar medía unos dos metros de altura y cuatro metros de longitud. Aunque se basa en restos incompletos, se cree que Coahuilaceratops posee uno de los cuernos más grandes de cualquier dinosaurio actualmente conocido, que rivaliza en tamaño absoluto con los de chasmosaurinídos más grandes como Triceratops y Torosaurus. Se estima que sus cuernos han sido de hasta 1,2 metros largo.  Tenía un cráneo de 1.8 metros de largo y su peso podría oscilar entre las cuatro y cinco toneladas.

## Descubrimiento e investigación
Se conoce a partir del holotipo CPC 276, un esqueleto parcial de un individuo adulto que incluye varios elementos de cráneo. Otro espécimen, CPS 277, puede representar un Coahuilaceratops juvenil. Todos los ejemplares de Coahuilaceratops fueron recolectados de un solo lugar en el estrato medio de la Formación Cerro Huerta, que data de hace entre 71.5 y 70.5 millones de años. Sus restos se encontraron en el estado mexicano de Coahuila. 
Sus restos fueron encontrados cerca de la ciudad de Saltillo, capital del estado de Coahuila, en México, en un poblado llamado El Porvenir de Jalpa, en el municipio General Cepeda. El paleontólogo Claudio De León halló los restos de dos individuos, un adulto y un juvenil. El material colectado corresponde principalmente a fragmentos del cráneo, lo que permitió erigir el género Coahuilaceratops magnacuerna, que tiene unos característicos cuernos grandes en la cabeza. Los investigadores Mark Loewen y Scott Sampson proponen que este género está emparentado con Anchiceratops y Arrhinoceratops así como con otros chasmosaurinos.

## Clasificación

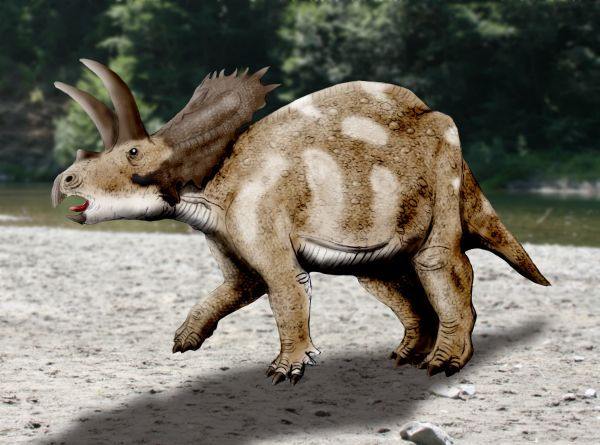
Coahuilaceratops

Se describió formalmente en 2010, aunque apareció como una designación informal, nomen nudum, ya en 2008. Coahuilaceratops fue nombrado por Mark A. Loewen, Scott D. Sampson, Eric K. Lund, Andrew A. Farke, Martha Aguillón Martínez, C. A. de León, R. A. Rodríguez-de la Rosa, Michael A. Getty y David A. Eberth en 2010 y la especie tipo es Coahuilaceratops magnacuerna. El nombre del género proviene  del topónimo Coahuila", y del griego kéras/κέρας ="cuerno", y -ōps/-ωψ ="cara", el epíteto de especie , ""magnacuerna"", es una mezcla de latín y el español y significa "gran cuerno".

## Filogenia
Coahuilaceratops es un miembro de la subfamilia Chasmosaurinae. A continuación se muestra un cladograma que representa los hallazgos de Caleb Brown y Donald Henderson (2015), en que se determina que Coahuilaceratops sería el taxón hermano de Bravoceratops, hallado en Texas, Estados Unidos.
|  | Vagaceratops irvinensis   |
|  |                           |
|  | Kosmoceratops richardsoni |
|  |                           |

|  | \| \| Chasmosaurus belli \| \| \| \| \| \| Chasmosaurus russeli \| \| \| \| |
|  |                                                                             |
|  | Mojoceratops perifania                                                      |
|  |                                                                             |
|  | Chasmosaurus belli                                                          |
|  |                                                                             |
|  | Chasmosaurus russeli                                                        |
|  |                                                                             |

|  | Chasmosaurus belli   |
|  |                      |
|  | Chasmosaurus russeli |
|  |                      |

|  | \| \| Chasmosaurus belli \| \| \| \| \| \| Chasmosaurus russeli \| \| \| \| |
|  |                                                                             |
|  | Mojoceratops perifania                                                      |
|  |                                                                             |
|  | Chasmosaurus belli                                                          |
|  |                                                                             |
|  | Chasmosaurus russeli                                                        |
|  |                                                                             |

|  | Chasmosaurus belli   |
|  |                      |
|  | Chasmosaurus russeli |
|  |                      |

|  | Utahceratops gettyi       |
|  |                           |
|  | Pentaceratops sternbergii |
|  |                           |

|  | \| \| Chasmosaurus belli \| \| \| \| \| \| Chasmosaurus russeli \| \| \| \| |
|  |                                                                             |
|  | Mojoceratops perifania                                                      |
|  |                                                                             |
|  | Chasmosaurus belli                                                          |
|  |                                                                             |
|  | Chasmosaurus russeli                                                        |
|  |                                                                             |

|  | Chasmosaurus belli   |
|  |                      |
|  | Chasmosaurus russeli |
|  |                      |

|  | \| \| Chasmosaurus belli \| \| \| \| \| \| Chasmosaurus russeli \| \| \| \| |
|  |                                                                             |
|  | Mojoceratops perifania                                                      |
|  |                                                                             |
|  | Chasmosaurus belli                                                          |
|  |                                                                             |
|  | Chasmosaurus russeli                                                        |
|  |                                                                             |

|  | Chasmosaurus belli   |
|  |                      |
|  | Chasmosaurus russeli |
|  |                      |

|  | Utahceratops gettyi       |
|  |                           |
|  | Pentaceratops sternbergii |
|  |                           |

|  | Bravoceratops polyphemus     |
|  |                              |
|  | Coahuilaceratops magnacuerna |
|  |                              |

|  | \| \| Chasmosaurus belli \| \| \| \| \| \| Chasmosaurus russeli \| \| \| \| |
|  |                                                                             |
|  | Mojoceratops perifania                                                      |
|  |                                                                             |
|  | Chasmosaurus belli                                                          |
|  |                                                                             |
|  | Chasmosaurus russeli                                                        |
|  |                                                                             |

|  | Chasmosaurus belli   |
|  |                      |
|  | Chasmosaurus russeli |
|  |                      |

|  | \| \| Chasmosaurus belli \| \| \| \| \| \| Chasmosaurus russeli \| \| \| \| |
|  |                                                                             |
|  | Mojoceratops perifania                                                      |
|  |                                                                             |
|  | Chasmosaurus belli                                                          |
|  |                                                                             |
|  | Chasmosaurus russeli                                                        |
|  |                                                                             |

|  | Chasmosaurus belli   |
|  |                      |
|  | Chasmosaurus russeli |
|  |                      |

|  | Utahceratops gettyi       |
|  |                           |
|  | Pentaceratops sternbergii |
|  |                           |

|  | \| \| Chasmosaurus belli \| \| \| \| \| \| Chasmosaurus russeli \| \| \| \| |
|  |                                                                             |
|  | Mojoceratops perifania                                                      |
|  |                                                                             |
|  | Chasmosaurus belli                                                          |
|  |                                                                             |
|  | Chasmosaurus russeli                                                        |
|  |                                                                             |

|  | Chasmosaurus belli   |
|  |                      |
|  | Chasmosaurus russeli |
|  |                      |

|  | \| \| Chasmosaurus belli \| \| \| \| \| \| Chasmosaurus russeli \| \| \| \| |
|  |                                                                             |
|  | Mojoceratops perifania                                                      |
|  |                                                                             |
|  | Chasmosaurus belli                                                          |
|  |                                                                             |
|  | Chasmosaurus russeli                                                        |
|  |                                                                             |

|  | Chasmosaurus belli   |
|  |                      |
|  | Chasmosaurus russeli |
|  |                      |

|  | Utahceratops gettyi       |
|  |                           |
|  | Pentaceratops sternbergii |
|  |                           |

|  | Bravoceratops polyphemus     |
|  |                              |
|  | Coahuilaceratops magnacuerna |
|  |                              |

|  | Anchiceratops ornatus     |
|  |                           |
|  | Arrhinoceratops brachyops |
|  |                           |

|  | Torosaurus latus     |
|  |                      |
|  | Torosaurus utahensis |
|  |                      |

|  | Triceratops prorsus  |
|  |                      |
|  | Triceratops horridus |
|  |                      |

|  | Torosaurus latus     |
|  |                      |
|  | Torosaurus utahensis |
|  |                      |

|  | Triceratops prorsus  |
|  |                      |
|  | Triceratops horridus |
|  |                      |

|  | Torosaurus latus     |
|  |                      |
|  | Torosaurus utahensis |
|  |                      |

|  | Triceratops prorsus  |
|  |                      |
|  | Triceratops horridus |
|  |                      |

|  | Torosaurus latus     |
|  |                      |
|  | Torosaurus utahensis |
|  |                      |

|  | Triceratops prorsus  |
|  |                      |
|  | Triceratops horridus |
|  |                      |

|  | Torosaurus latus     |
|  |                      |
|  | Torosaurus utahensis |
|  |                      |

|  | Triceratops prorsus  |
|  |                      |
|  | Triceratops horridus |
|  |                      |

|  | Torosaurus latus     |
|  |                      |
|  | Torosaurus utahensis |
|  |                      |

|  | Triceratops prorsus  |
|  |                      |
|  | Triceratops horridus |
|  |                      |

|  | Torosaurus latus     |
|  |                      |
|  | Torosaurus utahensis |
|  |                      |

|  | Triceratops prorsus  |
|  |                      |
|  | Triceratops horridus |
|  |                      |

|  | Torosaurus latus     |
|  |                      |
|  | Torosaurus utahensis |
|  |                      |

|  | Triceratops prorsus  |
|  |                      |
|  | Triceratops horridus |
|  |                      |

|  | Torosaurus latus     |
|  |                      |
|  | Torosaurus utahensis |
|  |                      |

|  | Triceratops prorsus  |
|  |                      |
|  | Triceratops horridus |
|  |                      |

|  | Torosaurus latus     |
|  |                      |
|  | Torosaurus utahensis |
|  |                      |

|  | Triceratops prorsus  |
|  |                      |
|  | Triceratops horridus |
|  |                      |

|  | Torosaurus latus     |
|  |                      |
|  | Torosaurus utahensis |
|  |                      |

|  | Triceratops prorsus  |
|  |                      |
|  | Triceratops horridus |
|  |                      |

|  | Torosaurus latus     |
|  |                      |
|  | Torosaurus utahensis |
|  |                      |

|  | Triceratops prorsus  |
|  |                      |
|  | Triceratops horridus |
|  |                      |

|  | Torosaurus latus     |
|  |                      |
|  | Torosaurus utahensis |
|  |                      |

|  | Triceratops prorsus  |
|  |                      |
|  | Triceratops horridus |
|  |                      |

|  | Torosaurus latus     |
|  |                      |
|  | Torosaurus utahensis |
|  |                      |

|  | Triceratops prorsus  |
|  |                      |
|  | Triceratops horridus |
|  |                      |

|  | Torosaurus latus     |
|  |                      |
|  | Torosaurus utahensis |
|  |                      |

|  | Triceratops prorsus  |
|  |                      |
|  | Triceratops horridus |
|  |                      |

|  | Torosaurus latus     |
|  |                      |
|  | Torosaurus utahensis |
|  |                      |

|  | Triceratops prorsus  |
|  |                      |
|  | Triceratops horridus |
|  |                      |

|  | Torosaurus latus     |
|  |                      |
|  | Torosaurus utahensis |
|  |                      |

|  | Triceratops prorsus  |
|  |                      |
|  | Triceratops horridus |
|  |                      |

|  | Torosaurus latus     |
|  |                      |
|  | Torosaurus utahensis |
|  |                      |

|  | Triceratops prorsus  |
|  |                      |
|  | Triceratops horridus |
|  |                      |

|  | Torosaurus latus     |
|  |                      |
|  | Torosaurus utahensis |
|  |                      |

|  | Triceratops prorsus  |
|  |                      |
|  | Triceratops horridus |
|  |                      |

|  | Torosaurus latus     |
|  |                      |
|  | Torosaurus utahensis |
|  |                      |

|  | Triceratops prorsus  |
|  |                      |
|  | Triceratops horridus |
|  |                      |

|  | Torosaurus latus     |
|  |                      |
|  | Torosaurus utahensis |
|  |                      |

|  | Triceratops prorsus  |
|  |                      |
|  | Triceratops horridus |
|  |                      |

|  | Torosaurus latus     |
|  |                      |
|  | Torosaurus utahensis |
|  |                      |

|  | Triceratops prorsus  |
|  |                      |
|  | Triceratops horridus |
|  |                      |

|  | Torosaurus latus     |
|  |                      |
|  | Torosaurus utahensis |
|  |                      |

|  | Triceratops prorsus  |
|  |                      |
|  | Triceratops horridus |
|  |                      |

|  | Torosaurus latus     |
|  |                      |
|  | Torosaurus utahensis |
|  |                      |

|  | Triceratops prorsus  |
|  |                      |
|  | Triceratops horridus |
|  |                      |

|  | Torosaurus latus     |
|  |                      |
|  | Torosaurus utahensis |
|  |                      |

|  | Triceratops prorsus  |
|  |                      |
|  | Triceratops horridus |
|  |                      |

|  | Torosaurus latus     |
|  |                      |
|  | Torosaurus utahensis |
|  |                      |

|  | Triceratops prorsus  |
|  |                      |
|  | Triceratops horridus |
|  |                      |

|  | Torosaurus latus     |
|  |                      |
|  | Torosaurus utahensis |
|  |                      |

|  | Triceratops prorsus  |
|  |                      |
|  | Triceratops horridus |
|  |                      |

|  | Torosaurus latus     |
|  |                      |
|  | Torosaurus utahensis |
|  |                      |

|  | Triceratops prorsus  |
|  |                      |
|  | Triceratops horridus |
|  |                      |

|  | Torosaurus latus     |
|  |                      |
|  | Torosaurus utahensis |
|  |                      |

|  | Triceratops prorsus  |
|  |                      |
|  | Triceratops horridus |
|  |                      |

|  | Torosaurus latus     |
|  |                      |
|  | Torosaurus utahensis |
|  |                      |

|  | Triceratops prorsus  |
|  |                      |
|  | Triceratops horridus |
|  |                      |

|  | Torosaurus latus     |
|  |                      |
|  | Torosaurus utahensis |
|  |                      |

|  | Triceratops prorsus  |
|  |                      |
|  | Triceratops horridus |
|  |                      |

|  | Torosaurus latus     |
|  |                      |
|  | Torosaurus utahensis |
|  |                      |

|  | Triceratops prorsus  |
|  |                      |
|  | Triceratops horridus |
|  |                      |

|  | Torosaurus latus     |
|  |                      |
|  | Torosaurus utahensis |
|  |                      |

|  | Triceratops prorsus  |
|  |                      |
|  | Triceratops horridus |
|  |                      |

|  | Torosaurus latus     |
|  |                      |
|  | Torosaurus utahensis |
|  |                      |

|  | Triceratops prorsus  |
|  |                      |
|  | Triceratops horridus |
|  |                      |

|  | Torosaurus latus     |
|  |                      |
|  | Torosaurus utahensis |
|  |                      |

|  | Triceratops prorsus  |
|  |                      |
|  | Triceratops horridus |
|  |                      |

|  | Torosaurus latus     |
|  |                      |
|  | Torosaurus utahensis |
|  |                      |

|  | Triceratops prorsus  |
|  |                      |
|  | Triceratops horridus |
|  |                      |

|  | Torosaurus latus     |
|  |                      |
|  | Torosaurus utahensis |
|  |                      |

|  | Triceratops prorsus  |
|  |                      |
|  | Triceratops horridus |
|  |                      |

|  | Torosaurus latus     |
|  |                      |
|  | Torosaurus utahensis |
|  |                      |

|  | Triceratops prorsus  |
|  |                      |
|  | Triceratops horridus |
|  |                      |

|  | Torosaurus latus     |
|  |                      |
|  | Torosaurus utahensis |
|  |                      |

|  | Triceratops prorsus  |
|  |                      |
|  | Triceratops horridus |
|  |                      |

|  | Torosaurus latus     |
|  |                      |
|  | Torosaurus utahensis |
|  |                      |

|  | Triceratops prorsus  |
|  |                      |
|  | Triceratops horridus |
|  |                      |

|  | Torosaurus latus     |
|  |                      |
|  | Torosaurus utahensis |
|  |                      |

|  | Triceratops prorsus  |
|  |                      |
|  | Triceratops horridus |
|  |                      |

|  | Torosaurus latus     |
|  |                      |
|  | Torosaurus utahensis |
|  |                      |

|  | Triceratops prorsus  |
|  |                      |
|  | Triceratops horridus |
|  |                      |

|  | Torosaurus latus     |
|  |                      |
|  | Torosaurus utahensis |
|  |                      |

|  | Triceratops prorsus  |
|  |                      |
|  | Triceratops horridus |
|  |                      |

|  | Torosaurus latus     |
|  |                      |
|  | Torosaurus utahensis |
|  |                      |

|  | Triceratops prorsus  |
|  |                      |
|  | Triceratops horridus |
|  |                      |

|  | Torosaurus latus     |
|  |                      |
|  | Torosaurus utahensis |
|  |                      |

|  | Triceratops prorsus  |
|  |                      |
|  | Triceratops horridus |
|  |                      |

|  | Torosaurus latus     |
|  |                      |
|  | Torosaurus utahensis |
|  |                      |

|  | Triceratops prorsus  |
|  |                      |
|  | Triceratops horridus |
|  |                      |

|  | Torosaurus latus     |
|  |                      |
|  | Torosaurus utahensis |
|  |                      |

|  | Triceratops prorsus  |
|  |                      |
|  | Triceratops horridus |
|  |                      |

|  | Torosaurus latus     |
|  |                      |
|  | Torosaurus utahensis |
|  |                      |

|  | Triceratops prorsus  |
|  |                      |
|  | Triceratops horridus |
|  |                      |

|  | Torosaurus latus     |
|  |                      |
|  | Torosaurus utahensis |
|  |                      |

|  | Triceratops prorsus  |
|  |                      |
|  | Triceratops horridus |
|  |                      |

|  | Torosaurus latus     |
|  |                      |
|  | Torosaurus utahensis |
|  |                      |

|  | Triceratops prorsus  |
|  |                      |
|  | Triceratops horridus |
|  |                      |

|  | Torosaurus latus     |
|  |                      |
|  | Torosaurus utahensis |
|  |                      |

|  | Triceratops prorsus  |
|  |                      |
|  | Triceratops horridus |
|  |                      |

|  | Torosaurus latus     |
|  |                      |
|  | Torosaurus utahensis |
|  |                      |

|  | Triceratops prorsus  |
|  |                      |
|  | Triceratops horridus |
|  |                      |

|  | Torosaurus latus     |
|  |                      |
|  | Torosaurus utahensis |
|  |                      |

|  | Triceratops prorsus  |
|  |                      |
|  | Triceratops horridus |
|  |                      |

|  | Torosaurus latus     |
|  |                      |
|  | Torosaurus utahensis |
|  |                      |

|  | Triceratops prorsus  |
|  |                      |
|  | Triceratops horridus |
|  |                      |

|  | Torosaurus latus     |
|  |                      |
|  | Torosaurus utahensis |
|  |                      |

|  | Triceratops prorsus  |
|  |                      |
|  | Triceratops horridus |
|  |                      |

|  | Torosaurus latus     |
|  |                      |
|  | Torosaurus utahensis |
|  |                      |

|  | Triceratops prorsus  |
|  |                      |
|  | Triceratops horridus |
|  |                      |

|  | Torosaurus latus     |
|  |                      |
|  | Torosaurus utahensis |
|  |                      |

|  | Triceratops prorsus  |
|  |                      |
|  | Triceratops horridus |
|  |                      |

|  | Torosaurus latus     |
|  |                      |
|  | Torosaurus utahensis |
|  |                      |

|  | Triceratops prorsus  |
|  |                      |
|  | Triceratops horridus |
|  |                      |

|  | Torosaurus latus     |
|  |                      |
|  | Torosaurus utahensis |
|  |                      |

|  | Triceratops prorsus  |
|  |                      |
|  | Triceratops horridus |
|  |                      |

|  | Torosaurus latus     |
|  |                      |
|  | Torosaurus utahensis |
|  |                      |

|  | Triceratops prorsus  |
|  |                      |
|  | Triceratops horridus |
|  |                      |

|  | Torosaurus latus     |
|  |                      |
|  | Torosaurus utahensis |
|  |                      |

|  | Triceratops prorsus  |
|  |                      |
|  | Triceratops horridus |
|  |                      |

|  | Torosaurus latus     |
|  |                      |
|  | Torosaurus utahensis |
|  |                      |

|  | Triceratops prorsus  |
|  |                      |
|  | Triceratops horridus |
|  |                      |

|  | Torosaurus latus     |
|  |                      |
|  | Torosaurus utahensis |
|  |                      |

|  | Triceratops prorsus  |
|  |                      |
|  | Triceratops horridus |
|  |                      |

|  | Torosaurus latus     |
|  |                      |
|  | Torosaurus utahensis |
|  |                      |

|  | Triceratops prorsus  |
|  |                      |
|  | Triceratops horridus |
|  |                      |

|  | Anchiceratops ornatus     |
|  |                           |
|  | Arrhinoceratops brachyops |
|  |                           |

|  | Torosaurus latus     |
|  |                      |
|  | Torosaurus utahensis |
|  |                      |

|  | Triceratops prorsus  |
|  |                      |
|  | Triceratops horridus |
|  |                      |

|  | Torosaurus latus     |
|  |                      |
|  | Torosaurus utahensis |
|  |                      |

|  | Triceratops prorsus  |
|  |                      |
|  | Triceratops horridus |
|  |                      |

|  | Torosaurus latus     |
|  |                      |
|  | Torosaurus utahensis |
|  |                      |

|  | Triceratops prorsus  |
|  |                      |
|  | Triceratops horridus |
|  |                      |

|  | Torosaurus latus     |
|  |                      |
|  | Torosaurus utahensis |
|  |                      |

|  | Triceratops prorsus  |
|  |                      |
|  | Triceratops horridus |
|  |                      |

|  | Torosaurus latus     |
|  |                      |
|  | Torosaurus utahensis |
|  |                      |

|  | Triceratops prorsus  |
|  |                      |
|  | Triceratops horridus |
|  |                      |

|  | Torosaurus latus     |
|  |                      |
|  | Torosaurus utahensis |
|  |                      |

|  | Triceratops prorsus  |
|  |                      |
|  | Triceratops horridus |
|  |                      |

|  | Torosaurus latus     |
|  |                      |
|  | Torosaurus utahensis |
|  |                      |

|  | Triceratops prorsus  |
|  |                      |
|  | Triceratops horridus |
|  |                      |

|  | Torosaurus latus     |
|  |                      |
|  | Torosaurus utahensis |
|  |                      |

|  | Triceratops prorsus  |
|  |                      |
|  | Triceratops horridus |
|  |                      |

|  | Torosaurus latus     |
|  |                      |
|  | Torosaurus utahensis |
|  |                      |

|  | Triceratops prorsus  |
|  |                      |
|  | Triceratops horridus |
|  |                      |

|  | Torosaurus latus     |
|  |                      |
|  | Torosaurus utahensis |
|  |                      |

|  | Triceratops prorsus  |
|  |                      |
|  | Triceratops horridus |
|  |                      |

|  | Torosaurus latus     |
|  |                      |
|  | Torosaurus utahensis |
|  |                      |

|  | Triceratops prorsus  |
|  |                      |
|  | Triceratops horridus |
|  |                      |

|  | Torosaurus latus     |
|  |                      |
|  | Torosaurus utahensis |
|  |                      |

|  | Triceratops prorsus  |
|  |                      |
|  | Triceratops horridus |
|  |                      |

|  | Torosaurus latus     |
|  |                      |
|  | Torosaurus utahensis |
|  |                      |

|  | Triceratops prorsus  |
|  |                      |
|  | Triceratops horridus |
|  |                      |

|  | Torosaurus latus     |
|  |                      |
|  | Torosaurus utahensis |
|  |                      |

|  | Triceratops prorsus  |
|  |                      |
|  | Triceratops horridus |
|  |                      |

|  | Torosaurus latus     |
|  |                      |
|  | Torosaurus utahensis |
|  |                      |

|  | Triceratops prorsus  |
|  |                      |
|  | Triceratops horridus |
|  |                      |

|  | Torosaurus latus     |
|  |                      |
|  | Torosaurus utahensis |
|  |                      |

|  | Triceratops prorsus  |
|  |                      |
|  | Triceratops horridus |
|  |                      |

|  | Torosaurus latus     |
|  |                      |
|  | Torosaurus utahensis |
|  |                      |

|  | Triceratops prorsus  |
|  |                      |
|  | Triceratops horridus |
|  |                      |

|  | Torosaurus latus     |
|  |                      |
|  | Torosaurus utahensis |
|  |                      |

|  | Triceratops prorsus  |
|  |                      |
|  | Triceratops horridus |
|  |                      |

|  | Torosaurus latus     |
|  |                      |
|  | Torosaurus utahensis |
|  |                      |

|  | Triceratops prorsus  |
|  |                      |
|  | Triceratops horridus |
|  |                      |

|  | Torosaurus latus     |
|  |                      |
|  | Torosaurus utahensis |
|  |                      |

|  | Triceratops prorsus  |
|  |                      |
|  | Triceratops horridus |
|  |                      |

|  | Torosaurus latus     |
|  |                      |
|  | Torosaurus utahensis |
|  |                      |

|  | Triceratops prorsus  |
|  |                      |
|  | Triceratops horridus |
|  |                      |

|  | Torosaurus latus     |
|  |                      |
|  | Torosaurus utahensis |
|  |                      |

|  | Triceratops prorsus  |
|  |                      |
|  | Triceratops horridus |
|  |                      |

|  | Torosaurus latus     |
|  |                      |
|  | Torosaurus utahensis |
|  |                      |

|  | Triceratops prorsus  |
|  |                      |
|  | Triceratops horridus |
|  |                      |

|  | Torosaurus latus     |
|  |                      |
|  | Torosaurus utahensis |
|  |                      |

|  | Triceratops prorsus  |
|  |                      |
|  | Triceratops horridus |
|  |                      |

|  | Torosaurus latus     |
|  |                      |
|  | Torosaurus utahensis |
|  |                      |

|  | Triceratops prorsus  |
|  |                      |
|  | Triceratops horridus |
|  |                      |

|  | Torosaurus latus     |
|  |                      |
|  | Torosaurus utahensis |
|  |                      |

|  | Triceratops prorsus  |
|  |                      |
|  | Triceratops horridus |
|  |                      |

|  | Torosaurus latus     |
|  |                      |
|  | Torosaurus utahensis |
|  |                      |

|  | Triceratops prorsus  |
|  |                      |
|  | Triceratops horridus |
|  |                      |

|  | Torosaurus latus     |
|  |                      |
|  | Torosaurus utahensis |
|  |                      |

|  | Triceratops prorsus  |
|  |                      |
|  | Triceratops horridus |
|  |                      |

|  | Torosaurus latus     |
|  |                      |
|  | Torosaurus utahensis |
|  |                      |

|  | Triceratops prorsus  |
|  |                      |
|  | Triceratops horridus |
|  |                      |

|  | Torosaurus latus     |
|  |                      |
|  | Torosaurus utahensis |
|  |                      |

|  | Triceratops prorsus  |
|  |                      |
|  | Triceratops horridus |
|  |                      |

|  | Torosaurus latus     |
|  |                      |
|  | Torosaurus utahensis |
|  |                      |

|  | Triceratops prorsus  |
|  |                      |
|  | Triceratops horridus |
|  |                      |

|  | Torosaurus latus     |
|  |                      |
|  | Torosaurus utahensis |
|  |                      |

|  | Triceratops prorsus  |
|  |                      |
|  | Triceratops horridus |
|  |                      |

|  | Torosaurus latus     |
|  |                      |
|  | Torosaurus utahensis |
|  |                      |

|  | Triceratops prorsus  |
|  |                      |
|  | Triceratops horridus |
|  |                      |

|  | Torosaurus latus     |
|  |                      |
|  | Torosaurus utahensis |
|  |                      |

|  | Triceratops prorsus  |
|  |                      |
|  | Triceratops horridus |
|  |                      |

|  | Torosaurus latus     |
|  |                      |
|  | Torosaurus utahensis |
|  |                      |

|  | Triceratops prorsus  |
|  |                      |
|  | Triceratops horridus |
|  |                      |

|  | Torosaurus latus     |
|  |                      |
|  | Torosaurus utahensis |
|  |                      |

|  | Triceratops prorsus  |
|  |                      |
|  | Triceratops horridus |
|  |                      |

|  | Torosaurus latus     |
|  |                      |
|  | Torosaurus utahensis |
|  |                      |

|  | Triceratops prorsus  |
|  |                      |
|  | Triceratops horridus |
|  |                      |

|  | Torosaurus latus     |
|  |                      |
|  | Torosaurus utahensis |
|  |                      |

|  | Triceratops prorsus  |
|  |                      |
|  | Triceratops horridus |
|  |                      |

|  | Torosaurus latus     |
|  |                      |
|  | Torosaurus utahensis |
|  |                      |

|  | Triceratops prorsus  |
|  |                      |
|  | Triceratops horridus |
|  |                      |

|  | Torosaurus latus     |
|  |                      |
|  | Torosaurus utahensis |
|  |                      |

|  | Triceratops prorsus  |
|  |                      |
|  | Triceratops horridus |
|  |                      |

|  | Torosaurus latus     |
|  |                      |
|  | Torosaurus utahensis |
|  |                      |

|  | Triceratops prorsus  |
|  |                      |
|  | Triceratops horridus |
|  |                      |

|  | Torosaurus latus     |
|  |                      |
|  | Torosaurus utahensis |
|  |                      |

|  | Triceratops prorsus  |
|  |                      |
|  | Triceratops horridus |
|  |                      |

|  | Torosaurus latus     |
|  |                      |
|  | Torosaurus utahensis |
|  |                      |

|  | Triceratops prorsus  |
|  |                      |
|  | Triceratops horridus |
|  |                      |

|  | Torosaurus latus     |
|  |                      |
|  | Torosaurus utahensis |
|  |                      |

|  | Triceratops prorsus  |
|  |                      |
|  | Triceratops horridus |
|  |                      |

|  | Torosaurus latus     |
|  |                      |
|  | Torosaurus utahensis |
|  |                      |

|  | Triceratops prorsus  |
|  |                      |
|  | Triceratops horridus |
|  |                      |

|  | Torosaurus latus     |
|  |                      |
|  | Torosaurus utahensis |
|  |                      |

|  | Triceratops prorsus  |
|  |                      |
|  | Triceratops horridus |
|  |                      |

|  | Torosaurus latus     |
|  |                      |
|  | Torosaurus utahensis |
|  |                      |

|  | Triceratops prorsus  |
|  |                      |
|  | Triceratops horridus |
|  |                      |

|  | Torosaurus latus     |
|  |                      |
|  | Torosaurus utahensis |
|  |                      |

|  | Triceratops prorsus  |
|  |                      |
|  | Triceratops horridus |
|  |                      |

|  | Torosaurus latus     |
|  |                      |
|  | Torosaurus utahensis |
|  |                      |

|  | Triceratops prorsus  |
|  |                      |
|  | Triceratops horridus |
|  |                      |

|  | Torosaurus latus     |
|  |                      |
|  | Torosaurus utahensis |
|  |                      |

|  | Triceratops prorsus  |
|  |                      |
|  | Triceratops horridus |
|  |                      |

|  | Torosaurus latus     |
|  |                      |
|  | Torosaurus utahensis |
|  |                      |

|  | Triceratops prorsus  |
|  |                      |
|  | Triceratops horridus |
|  |                      |

|  | Torosaurus latus     |
|  |                      |
|  | Torosaurus utahensis |
|  |                      |

|  | Triceratops prorsus  |
|  |                      |
|  | Triceratops horridus |
|  |                      |

|  | Torosaurus latus     |
|  |                      |
|  | Torosaurus utahensis |
|  |                      |

|  | Triceratops prorsus  |
|  |                      |
|  | Triceratops horridus |
|  |                      |

|  | Torosaurus latus     |
|  |                      |
|  | Torosaurus utahensis |
|  |                      |

|  | Triceratops prorsus  |
|  |                      |
|  | Triceratops horridus |
|  |                      |

|  | Torosaurus latus     |
|  |                      |
|  | Torosaurus utahensis |
|  |                      |

|  | Triceratops prorsus  |
|  |                      |
|  | Triceratops horridus |
|  |                      |

|  | Torosaurus latus     |
|  |                      |
|  | Torosaurus utahensis |
|  |                      |

|  | Triceratops prorsus  |
|  |                      |
|  | Triceratops horridus |
|  |                      |

|  | Torosaurus latus     |
|  |                      |
|  | Torosaurus utahensis |
|  |                      |

|  | Triceratops prorsus  |
|  |                      |
|  | Triceratops horridus |
|  |                      |

|  | Torosaurus latus     |
|  |                      |
|  | Torosaurus utahensis |
|  |                      |

|  | Triceratops prorsus  |
|  |                      |
|  | Triceratops horridus |
|  |                      |

|  | Torosaurus latus     |
|  |                      |
|  | Torosaurus utahensis |
|  |                      |

|  | Triceratops prorsus  |
|  |                      |
|  | Triceratops horridus |
|  |                      |

|  | Torosaurus latus     |
|  |                      |
|  | Torosaurus utahensis |
|  |                      |

|  | Triceratops prorsus  |
|  |                      |
|  | Triceratops horridus |
|  |                      |

|  | Torosaurus latus     |
|  |                      |
|  | Torosaurus utahensis |
|  |                      |

|  | Triceratops prorsus  |
|  |                      |
|  | Triceratops horridus |
|  |                      |

|  | Torosaurus latus     |
|  |                      |
|  | Torosaurus utahensis |
|  |                      |

|  | Triceratops prorsus  |
|  |                      |
|  | Triceratops horridus |
|  |                      |

|  | Torosaurus latus     |
|  |                      |
|  | Torosaurus utahensis |
|  |                      |

|  | Triceratops prorsus  |
|  |                      |
|  | Triceratops horridus |
|  |                      |

|  | Torosaurus latus     |
|  |                      |
|  | Torosaurus utahensis |
|  |                      |

|  | Triceratops prorsus  |
|  |                      |
|  | Triceratops horridus |
|  |                      |

|  | \| \| Chasmosaurus belli \| \| \| \| \| \| Chasmosaurus russeli \| \| \| \| |
|  |                                                                             |
|  | Mojoceratops perifania                                                      |
|  |                                                                             |
|  | Chasmosaurus belli                                                          |
|  |                                                                             |
|  | Chasmosaurus russeli                                                        |
|  |                                                                             |

|  | Chasmosaurus belli   |
|  |                      |
|  | Chasmosaurus russeli |
|  |                      |

|  | \| \| Chasmosaurus belli \| \| \| \| \| \| Chasmosaurus russeli \| \| \| \| |
|  |                                                                             |
|  | Mojoceratops perifania                                                      |
|  |                                                                             |
|  | Chasmosaurus belli                                                          |
|  |                                                                             |
|  | Chasmosaurus russeli                                                        |
|  |                                                                             |

|  | Chasmosaurus belli   |
|  |                      |
|  | Chasmosaurus russeli |
|  |                      |

|  | Utahceratops gettyi       |
|  |                           |
|  | Pentaceratops sternbergii |
|  |                           |

|  | \| \| Chasmosaurus belli \| \| \| \| \| \| Chasmosaurus russeli \| \| \| \| |
|  |                                                                             |
|  | Mojoceratops perifania                                                      |
|  |                                                                             |
|  | Chasmosaurus belli                                                          |
|  |                                                                             |
|  | Chasmosaurus russeli                                                        |
|  |                                                                             |

|  | Chasmosaurus belli   |
|  |                      |
|  | Chasmosaurus russeli |
|  |                      |

|  | \| \| Chasmosaurus belli \| \| \| \| \| \| Chasmosaurus russeli \| \| \| \| |
|  |                                                                             |
|  | Mojoceratops perifania                                                      |
|  |                                                                             |
|  | Chasmosaurus belli                                                          |
|  |                                                                             |
|  | Chasmosaurus russeli                                                        |
|  |                                                                             |

|  | Chasmosaurus belli   |
|  |                      |
|  | Chasmosaurus russeli |
|  |                      |

|  | Utahceratops gettyi       |
|  |                           |
|  | Pentaceratops sternbergii |
|  |                           |

|  | Bravoceratops polyphemus     |
|  |                              |
|  | Coahuilaceratops magnacuerna |
|  |                              |

|  | \| \| Chasmosaurus belli \| \| \| \| \| \| Chasmosaurus russeli \| \| \| \| |
|  |                                                                             |
|  | Mojoceratops perifania                                                      |
|  |                                                                             |
|  | Chasmosaurus belli                                                          |
|  |                                                                             |
|  | Chasmosaurus russeli                                                        |
|  |                                                                             |

|  | Chasmosaurus belli   |
|  |                      |
|  | Chasmosaurus russeli |
|  |                      |

|  | \| \| Chasmosaurus belli \| \| \| \| \| \| Chasmosaurus russeli \| \| \| \| |
|  |                                                                             |
|  | Mojoceratops perifania                                                      |
|  |                                                                             |
|  | Chasmosaurus belli                                                          |
|  |                                                                             |
|  | Chasmosaurus russeli                                                        |
|  |                                                                             |

|  | Chasmosaurus belli   |
|  |                      |
|  | Chasmosaurus russeli |
|  |                      |

|  | Utahceratops gettyi       |
|  |                           |
|  | Pentaceratops sternbergii |
|  |                           |

|  | \| \| Chasmosaurus belli \| \| \| \| \| \| Chasmosaurus russeli \| \| \| \| |
|  |                                                                             |
|  | Mojoceratops perifania                                                      |
|  |                                                                             |
|  | Chasmosaurus belli                                                          |
|  |                                                                             |
|  | Chasmosaurus russeli                                                        |
|  |                                                                             |

|  | Chasmosaurus belli   |
|  |                      |
|  | Chasmosaurus russeli |
|  |                      |

|  | \| \| Chasmosaurus belli \| \| \| \| \| \| Chasmosaurus russeli \| \| \| \| |
|  |                                                                             |
|  | Mojoceratops perifania                                                      |
|  |                                                                             |
|  | Chasmosaurus belli                                                          |
|  |                                                                             |
|  | Chasmosaurus russeli                                                        |
|  |                                                                             |

|  | Chasmosaurus belli   |
|  |                      |
|  | Chasmosaurus russeli |
|  |                      |

|  | Utahceratops gettyi       |
|  |                           |
|  | Pentaceratops sternbergii |
|  |                           |

|  | Bravoceratops polyphemus     |
|  |                              |
|  | Coahuilaceratops magnacuerna |
|  |                              |

|  | Anchiceratops ornatus     |
|  |                           |
|  | Arrhinoceratops brachyops |
|  |                           |

|  | Torosaurus latus     |
|  |                      |
|  | Torosaurus utahensis |
|  |                      |

|  | Triceratops prorsus  |
|  |                      |
|  | Triceratops horridus |
|  |                      |

|  | Torosaurus latus     |
|  |                      |
|  | Torosaurus utahensis |
|  |                      |

|  | Triceratops prorsus  |
|  |                      |
|  | Triceratops horridus |
|  |                      |

|  | Torosaurus latus     |
|  |                      |
|  | Torosaurus utahensis |
|  |                      |

|  | Triceratops prorsus  |
|  |                      |
|  | Triceratops horridus |
|  |                      |

|  | Torosaurus latus     |
|  |                      |
|  | Torosaurus utahensis |
|  |                      |

|  | Triceratops prorsus  |
|  |                      |
|  | Triceratops horridus |
|  |                      |

|  | Torosaurus latus     |
|  |                      |
|  | Torosaurus utahensis |
|  |                      |

|  | Triceratops prorsus  |
|  |                      |
|  | Triceratops horridus |
|  |                      |

|  | Torosaurus latus     |
|  |                      |
|  | Torosaurus utahensis |
|  |                      |

|  | Triceratops prorsus  |
|  |                      |
|  | Triceratops horridus |
|  |                      |

|  | Torosaurus latus     |
|  |                      |
|  | Torosaurus utahensis |
|  |                      |

|  | Triceratops prorsus  |
|  |                      |
|  | Triceratops horridus |
|  |                      |

|  | Torosaurus latus     |
|  |                      |
|  | Torosaurus utahensis |
|  |                      |

|  | Triceratops prorsus  |
|  |                      |
|  | Triceratops horridus |
|  |                      |

|  | Torosaurus latus     |
|  |                      |
|  | Torosaurus utahensis |
|  |                      |

|  | Triceratops prorsus  |
|  |                      |
|  | Triceratops horridus |
|  |                      |

|  | Torosaurus latus     |
|  |                      |
|  | Torosaurus utahensis |
|  |                      |

|  | Triceratops prorsus  |
|  |                      |
|  | Triceratops horridus |
|  |                      |

|  | Torosaurus latus     |
|  |                      |
|  | Torosaurus utahensis |
|  |                      |

|  | Triceratops prorsus  |
|  |                      |
|  | Triceratops horridus |
|  |                      |

|  | Torosaurus latus     |
|  |                      |
|  | Torosaurus utahensis |
|  |                      |

|  | Triceratops prorsus  |
|  |                      |
|  | Triceratops horridus |
|  |                      |

|  | Torosaurus latus     |
|  |                      |
|  | Torosaurus utahensis |
|  |                      |

|  | Triceratops prorsus  |
|  |                      |
|  | Triceratops horridus |
|  |                      |

|  | Torosaurus latus     |
|  |                      |
|  | Torosaurus utahensis |
|  |                      |

|  | Triceratops prorsus  |
|  |                      |
|  | Triceratops horridus |
|  |                      |

|  | Torosaurus latus     |
|  |                      |
|  | Torosaurus utahensis |
|  |                      |

|  | Triceratops prorsus  |
|  |                      |
|  | Triceratops horridus |
|  |                      |

|  | Torosaurus latus     |
|  |                      |
|  | Torosaurus utahensis |
|  |                      |

|  | Triceratops prorsus  |
|  |                      |
|  | Triceratops horridus |
|  |                      |

|  | Torosaurus latus     |
|  |                      |
|  | Torosaurus utahensis |
|  |                      |

|  | Triceratops prorsus  |
|  |                      |
|  | Triceratops horridus |
|  |                      |

|  | Torosaurus latus     |
|  |                      |
|  | Torosaurus utahensis |
|  |                      |

|  | Triceratops prorsus  |
|  |                      |
|  | Triceratops horridus |
|  |                      |

|  | Torosaurus latus     |
|  |                      |
|  | Torosaurus utahensis |
|  |                      |

|  | Triceratops prorsus  |
|  |                      |
|  | Triceratops horridus |
|  |                      |

|  | Torosaurus latus     |
|  |                      |
|  | Torosaurus utahensis |
|  |                      |

|  | Triceratops prorsus  |
|  |                      |
|  | Triceratops horridus |
|  |                      |

|  | Torosaurus latus     |
|  |                      |
|  | Torosaurus utahensis |
|  |                      |

|  | Triceratops prorsus  |
|  |                      |
|  | Triceratops horridus |
|  |                      |

|  | Torosaurus latus     |
|  |                      |
|  | Torosaurus utahensis |
|  |                      |

|  | Triceratops prorsus  |
|  |                      |
|  | Triceratops horridus |
|  |                      |

|  | Torosaurus latus     |
|  |                      |
|  | Torosaurus utahensis |
|  |                      |

|  | Triceratops prorsus  |
|  |                      |
|  | Triceratops horridus |
|  |                      |

|  | Torosaurus latus     |
|  |                      |
|  | Torosaurus utahensis |
|  |                      |

|  | Triceratops prorsus  |
|  |                      |
|  | Triceratops horridus |
|  |                      |

|  | Torosaurus latus     |
|  |                      |
|  | Torosaurus utahensis |
|  |                      |

|  | Triceratops prorsus  |
|  |                      |
|  | Triceratops horridus |
|  |                      |

|  | Torosaurus latus     |
|  |                      |
|  | Torosaurus utahensis |
|  |                      |

|  | Triceratops prorsus  |
|  |                      |
|  | Triceratops horridus |
|  |                      |

|  | Torosaurus latus     |
|  |                      |
|  | Torosaurus utahensis |
|  |                      |

|  | Triceratops prorsus  |
|  |                      |
|  | Triceratops horridus |
|  |                      |

|  | Torosaurus latus     |
|  |                      |
|  | Torosaurus utahensis |
|  |                      |

|  | Triceratops prorsus  |
|  |                      |
|  | Triceratops horridus |
|  |                      |

|  | Torosaurus latus     |
|  |                      |
|  | Torosaurus utahensis |
|  |                      |

|  | Triceratops prorsus  |
|  |                      |
|  | Triceratops horridus |
|  |                      |

|  | Torosaurus latus     |
|  |                      |
|  | Torosaurus utahensis |
|  |                      |

|  | Triceratops prorsus  |
|  |                      |
|  | Triceratops horridus |
|  |                      |

|  | Torosaurus latus     |
|  |                      |
|  | Torosaurus utahensis |
|  |                      |

|  | Triceratops prorsus  |
|  |                      |
|  | Triceratops horridus |
|  |                      |

|  | Torosaurus latus     |
|  |                      |
|  | Torosaurus utahensis |
|  |                      |

|  | Triceratops prorsus  |
|  |                      |
|  | Triceratops horridus |
|  |                      |

|  | Torosaurus latus     |
|  |                      |
|  | Torosaurus utahensis |
|  |                      |

|  | Triceratops prorsus  |
|  |                      |
|  | Triceratops horridus |
|  |                      |

|  | Torosaurus latus     |
|  |                      |
|  | Torosaurus utahensis |
|  |                      |

|  | Triceratops prorsus  |
|  |                      |
|  | Triceratops horridus |
|  |                      |

|  | Torosaurus latus     |
|  |                      |
|  | Torosaurus utahensis |
|  |                      |

|  | Triceratops prorsus  |
|  |                      |
|  | Triceratops horridus |
|  |                      |

|  | Torosaurus latus     |
|  |                      |
|  | Torosaurus utahensis |
|  |                      |

|  | Triceratops prorsus  |
|  |                      |
|  | Triceratops horridus |
|  |                      |

|  | Torosaurus latus     |
|  |                      |
|  | Torosaurus utahensis |
|  |                      |

|  | Triceratops prorsus  |
|  |                      |
|  | Triceratops horridus |
|  |                      |

|  | Torosaurus latus     |
|  |                      |
|  | Torosaurus utahensis |
|  |                      |

|  | Triceratops prorsus  |
|  |                      |
|  | Triceratops horridus |
|  |                      |

|  | Torosaurus latus     |
|  |                      |
|  | Torosaurus utahensis |
|  |                      |

|  | Triceratops prorsus  |
|  |                      |
|  | Triceratops horridus |
|  |                      |

|  | Torosaurus latus     |
|  |                      |
|  | Torosaurus utahensis |
|  |                      |

|  | Triceratops prorsus  |
|  |                      |
|  | Triceratops horridus |
|  |                      |

|  | Torosaurus latus     |
|  |                      |
|  | Torosaurus utahensis |
|  |                      |

|  | Triceratops prorsus  |
|  |                      |
|  | Triceratops horridus |
|  |                      |

|  | Torosaurus latus     |
|  |                      |
|  | Torosaurus utahensis |
|  |                      |

|  | Triceratops prorsus  |
|  |                      |
|  | Triceratops horridus |
|  |                      |

|  | Torosaurus latus     |
|  |                      |
|  | Torosaurus utahensis |
|  |                      |

|  | Triceratops prorsus  |
|  |                      |
|  | Triceratops horridus |
|  |                      |

|  | Torosaurus latus     |
|  |                      |
|  | Torosaurus utahensis |
|  |                      |

|  | Triceratops prorsus  |
|  |                      |
|  | Triceratops horridus |
|  |                      |

|  | Torosaurus latus     |
|  |                      |
|  | Torosaurus utahensis |
|  |                      |

|  | Triceratops prorsus  |
|  |                      |
|  | Triceratops horridus |
|  |                      |

|  | Torosaurus latus     |
|  |                      |
|  | Torosaurus utahensis |
|  |                      |

|  | Triceratops prorsus  |
|  |                      |
|  | Triceratops horridus |
|  |                      |

|  | Torosaurus latus     |
|  |                      |
|  | Torosaurus utahensis |
|  |                      |

|  | Triceratops prorsus  |
|  |                      |
|  | Triceratops horridus |
|  |                      |

|  | Torosaurus latus     |
|  |                      |
|  | Torosaurus utahensis |
|  |                      |

|  | Triceratops prorsus  |
|  |                      |
|  | Triceratops horridus |
|  |                      |

|  | Torosaurus latus     |
|  |                      |
|  | Torosaurus utahensis |
|  |                      |

|  | Triceratops prorsus  |
|  |                      |
|  | Triceratops horridus |
|  |                      |

|  | Torosaurus latus     |
|  |                      |
|  | Torosaurus utahensis |
|  |                      |

|  | Triceratops prorsus  |
|  |                      |
|  | Triceratops horridus |
|  |                      |

|  | Torosaurus latus     |
|  |                      |
|  | Torosaurus utahensis |
|  |                      |

|  | Triceratops prorsus  |
|  |                      |
|  | Triceratops horridus |
|  |                      |

|  | Torosaurus latus     |
|  |                      |
|  | Torosaurus utahensis |
|  |                      |

|  | Triceratops prorsus  |
|  |                      |
|  | Triceratops horridus |
|  |                      |

|  | Torosaurus latus     |
|  |                      |
|  | Torosaurus utahensis |
|  |                      |

|  | Triceratops prorsus  |
|  |                      |
|  | Triceratops horridus |
|  |                      |

|  | Torosaurus latus     |
|  |                      |
|  | Torosaurus utahensis |
|  |                      |

|  | Triceratops prorsus  |
|  |                      |
|  | Triceratops horridus |
|  |                      |

|  | Torosaurus latus     |
|  |                      |
|  | Torosaurus utahensis |
|  |                      |

|  | Triceratops prorsus  |
|  |                      |
|  | Triceratops horridus |
|  |                      |

|  | Torosaurus latus     |
|  |                      |
|  | Torosaurus utahensis |
|  |                      |

|  | Triceratops prorsus  |
|  |                      |
|  | Triceratops horridus |
|  |                      |

|  | Torosaurus latus     |
|  |                      |
|  | Torosaurus utahensis |
|  |                      |

|  | Triceratops prorsus  |
|  |                      |
|  | Triceratops horridus |
|  |                      |

|  | Torosaurus latus     |
|  |                      |
|  | Torosaurus utahensis |
|  |                      |

|  | Triceratops prorsus  |
|  |                      |
|  | Triceratops horridus |
|  |                      |

|  | Torosaurus latus     |
|  |                      |
|  | Torosaurus utahensis |
|  |                      |

|  | Triceratops prorsus  |
|  |                      |
|  | Triceratops horridus |
|  |                      |

|  | Torosaurus latus     |
|  |                      |
|  | Torosaurus utahensis |
|  |                      |

|  | Triceratops prorsus  |
|  |                      |
|  | Triceratops horridus |
|  |                      |

|  | Torosaurus latus     |
|  |                      |
|  | Torosaurus utahensis |
|  |                      |

|  | Triceratops prorsus  |
|  |                      |
|  | Triceratops horridus |
|  |                      |

|  | Torosaurus latus     |
|  |                      |
|  | Torosaurus utahensis |
|  |                      |

|  | Triceratops prorsus  |
|  |                      |
|  | Triceratops horridus |
|  |                      |

|  | Torosaurus latus     |
|  |                      |
|  | Torosaurus utahensis |
|  |                      |

|  | Triceratops prorsus  |
|  |                      |
|  | Triceratops horridus |
|  |                      |

|  | Torosaurus latus     |
|  |                      |
|  | Torosaurus utahensis |
|  |                      |

|  | Triceratops prorsus  |
|  |                      |
|  | Triceratops horridus |
|  |                      |

|  | Anchiceratops ornatus     |
|  |                           |
|  | Arrhinoceratops brachyops |
|  |                           |

|  | Torosaurus latus     |
|  |                      |
|  | Torosaurus utahensis |
|  |                      |

|  | Triceratops prorsus  |
|  |                      |
|  | Triceratops horridus |
|  |                      |

|  | Torosaurus latus     |
|  |                      |
|  | Torosaurus utahensis |
|  |                      |

|  | Triceratops prorsus  |
|  |                      |
|  | Triceratops horridus |
|  |                      |

|  | Torosaurus latus     |
|  |                      |
|  | Torosaurus utahensis |
|  |                      |

|  | Triceratops prorsus  |
|  |                      |
|  | Triceratops horridus |
|  |                      |

|  | Torosaurus latus     |
|  |                      |
|  | Torosaurus utahensis |
|  |                      |

|  | Triceratops prorsus  |
|  |                      |
|  | Triceratops horridus |
|  |                      |

|  | Torosaurus latus     |
|  |                      |
|  | Torosaurus utahensis |
|  |                      |

|  | Triceratops prorsus  |
|  |                      |
|  | Triceratops horridus |
|  |                      |

|  | Torosaurus latus     |
|  |                      |
|  | Torosaurus utahensis |
|  |                      |

|  | Triceratops prorsus  |
|  |                      |
|  | Triceratops horridus |
|  |                      |

|  | Torosaurus latus     |
|  |                      |
|  | Torosaurus utahensis |
|  |                      |

|  | Triceratops prorsus  |
|  |                      |
|  | Triceratops horridus |
|  |                      |

|  | Torosaurus latus     |
|  |                      |
|  | Torosaurus utahensis |
|  |                      |

|  | Triceratops prorsus  |
|  |                      |
|  | Triceratops horridus |
|  |                      |

|  | Torosaurus latus     |
|  |                      |
|  | Torosaurus utahensis |
|  |                      |

|  | Triceratops prorsus  |
|  |                      |
|  | Triceratops horridus |
|  |                      |

|  | Torosaurus latus     |
|  |                      |
|  | Torosaurus utahensis |
|  |                      |

|  | Triceratops prorsus  |
|  |                      |
|  | Triceratops horridus |
|  |                      |

|  | Torosaurus latus     |
|  |                      |
|  | Torosaurus utahensis |
|  |                      |

|  | Triceratops prorsus  |
|  |                      |
|  | Triceratops horridus |
|  |                      |

|  | Torosaurus latus     |
|  |                      |
|  | Torosaurus utahensis |
|  |                      |

|  | Triceratops prorsus  |
|  |                      |
|  | Triceratops horridus |
|  |                      |

|  | Torosaurus latus     |
|  |                      |
|  | Torosaurus utahensis |
|  |                      |

|  | Triceratops prorsus  |
|  |                      |
|  | Triceratops horridus |
|  |                      |

|  | Torosaurus latus     |
|  |                      |
|  | Torosaurus utahensis |
|  |                      |

|  | Triceratops prorsus  |
|  |                      |
|  | Triceratops horridus |
|  |                      |

|  | Torosaurus latus     |
|  |                      |
|  | Torosaurus utahensis |
|  |                      |

|  | Triceratops prorsus  |
|  |                      |
|  | Triceratops horridus |
|  |                      |

|  | Torosaurus latus     |
|  |                      |
|  | Torosaurus utahensis |
|  |                      |

|  | Triceratops prorsus  |
|  |                      |
|  | Triceratops horridus |
|  |                      |

|  | Torosaurus latus     |
|  |                      |
|  | Torosaurus utahensis |
|  |                      |

|  | Triceratops prorsus  |
|  |                      |
|  | Triceratops horridus |
|  |                      |

|  | Torosaurus latus     |
|  |                      |
|  | Torosaurus utahensis |
|  |                      |

|  | Triceratops prorsus  |
|  |                      |
|  | Triceratops horridus |
|  |                      |

|  | Torosaurus latus     |
|  |                      |
|  | Torosaurus utahensis |
|  |                      |

|  | Triceratops prorsus  |
|  |                      |
|  | Triceratops horridus |
|  |                      |

|  | Torosaurus latus     |
|  |                      |
|  | Torosaurus utahensis |
|  |                      |

|  | Triceratops prorsus  |
|  |                      |
|  | Triceratops horridus |
|  |                      |

|  | Torosaurus latus     |
|  |                      |
|  | Torosaurus utahensis |
|  |                      |

|  | Triceratops prorsus  |
|  |                      |
|  | Triceratops horridus |
|  |                      |

|  | Torosaurus latus     |
|  |                      |
|  | Torosaurus utahensis |
|  |                      |

|  | Triceratops prorsus  |
|  |                      |
|  | Triceratops horridus |
|  |                      |

|  | Torosaurus latus     |
|  |                      |
|  | Torosaurus utahensis |
|  |                      |

|  | Triceratops prorsus  |
|  |                      |
|  | Triceratops horridus |
|  |                      |

|  | Torosaurus latus     |
|  |                      |
|  | Torosaurus utahensis |
|  |                      |

|  | Triceratops prorsus  |
|  |                      |
|  | Triceratops horridus |
|  |                      |

|  | Torosaurus latus     |
|  |                      |
|  | Torosaurus utahensis |
|  |                      |

|  | Triceratops prorsus  |
|  |                      |
|  | Triceratops horridus |
|  |                      |

|  | Torosaurus latus     |
|  |                      |
|  | Torosaurus utahensis |
|  |                      |

|  | Triceratops prorsus  |
|  |                      |
|  | Triceratops horridus |
|  |                      |

|  | Torosaurus latus     |
|  |                      |
|  | Torosaurus utahensis |
|  |                      |

|  | Triceratops prorsus  |
|  |                      |
|  | Triceratops horridus |
|  |                      |

|  | Torosaurus latus     |
|  |                      |
|  | Torosaurus utahensis |
|  |                      |

|  | Triceratops prorsus  |
|  |                      |
|  | Triceratops horridus |
|  |                      |

|  | Torosaurus latus     |
|  |                      |
|  | Torosaurus utahensis |
|  |                      |

|  | Triceratops prorsus  |
|  |                      |
|  | Triceratops horridus |
|  |                      |

|  | Torosaurus latus     |
|  |                      |
|  | Torosaurus utahensis |
|  |                      |

|  | Triceratops prorsus  |
|  |                      |
|  | Triceratops horridus |
|  |                      |

|  | Torosaurus latus     |
|  |                      |
|  | Torosaurus utahensis |
|  |                      |

|  | Triceratops prorsus  |
|  |                      |
|  | Triceratops horridus |
|  |                      |

|  | Torosaurus latus     |
|  |                      |
|  | Torosaurus utahensis |
|  |                      |

|  | Triceratops prorsus  |
|  |                      |
|  | Triceratops horridus |
|  |                      |

|  | Torosaurus latus     |
|  |                      |
|  | Torosaurus utahensis |
|  |                      |

|  | Triceratops prorsus  |
|  |                      |
|  | Triceratops horridus |
|  |                      |

|  | Torosaurus latus     |
|  |                      |
|  | Torosaurus utahensis |
|  |                      |

|  | Triceratops prorsus  |
|  |                      |
|  | Triceratops horridus |
|  |                      |

|  | Torosaurus latus     |
|  |                      |
|  | Torosaurus utahensis |
|  |                      |

|  | Triceratops prorsus  |
|  |                      |
|  | Triceratops horridus |
|  |                      |

|  | Torosaurus latus     |
|  |                      |
|  | Torosaurus utahensis |
|  |                      |

|  | Triceratops prorsus  |
|  |                      |
|  | Triceratops horridus |
|  |                      |

|  | Torosaurus latus     |
|  |                      |
|  | Torosaurus utahensis |
|  |                      |

|  | Triceratops prorsus  |
|  |                      |
|  | Triceratops horridus |
|  |                      |

|  | Torosaurus latus     |
|  |                      |
|  | Torosaurus utahensis |
|  |                      |

|  | Triceratops prorsus  |
|  |                      |
|  | Triceratops horridus |
|  |                      |

|  | Torosaurus latus     |
|  |                      |
|  | Torosaurus utahensis |
|  |                      |

|  | Triceratops prorsus  |
|  |                      |
|  | Triceratops horridus |
|  |                      |

|  | Torosaurus latus     |
|  |                      |
|  | Torosaurus utahensis |
|  |                      |

|  | Triceratops prorsus  |
|  |                      |
|  | Triceratops horridus |
|  |                      |

|  | Torosaurus latus     |
|  |                      |
|  | Torosaurus utahensis |
|  |                      |

|  | Triceratops prorsus  |
|  |                      |
|  | Triceratops horridus |
|  |                      |

|  | Torosaurus latus     |
|  |                      |
|  | Torosaurus utahensis |
|  |                      |

|  | Triceratops prorsus  |
|  |                      |
|  | Triceratops horridus |
|  |                      |

|  | Torosaurus latus     |
|  |                      |
|  | Torosaurus utahensis |
|  |                      |

|  | Triceratops prorsus  |
|  |                      |
|  | Triceratops horridus |
|  |                      |

|  | Torosaurus latus     |
|  |                      |
|  | Torosaurus utahensis |
|  |                      |

|  | Triceratops prorsus  |
|  |                      |
|  | Triceratops horridus |
|  |                      |

|  | Torosaurus latus     |
|  |                      |
|  | Torosaurus utahensis |
|  |                      |

|  | Triceratops prorsus  |
|  |                      |
|  | Triceratops horridus |
|  |                      |

|  | Torosaurus latus     |
|  |                      |
|  | Torosaurus utahensis |
|  |                      |

|  | Triceratops prorsus  |
|  |                      |
|  | Triceratops horridus |
|  |                      |

|  | Torosaurus latus     |
|  |                      |
|  | Torosaurus utahensis |
|  |                      |

|  | Triceratops prorsus  |
|  |                      |
|  | Triceratops horridus |
|  |                      |

|  | Torosaurus latus     |
|  |                      |
|  | Torosaurus utahensis |
|  |                      |

|  | Triceratops prorsus  |
|  |                      |
|  | Triceratops horridus |
|  |                      |

|  | Torosaurus latus     |
|  |                      |
|  | Torosaurus utahensis |
|  |                      |

|  | Triceratops prorsus  |
|  |                      |
|  | Triceratops horridus |
|  |                      |

|  | Torosaurus latus     |
|  |                      |
|  | Torosaurus utahensis |
|  |                      |

|  | Triceratops prorsus  |
|  |                      |
|  | Triceratops horridus |
|  |                      |

|  | Torosaurus latus     |
|  |                      |
|  | Torosaurus utahensis |
|  |                      |

|  | Triceratops prorsus  |
|  |                      |
|  | Triceratops horridus |
|  |                      |

|  | Torosaurus latus     |
|  |                      |
|  | Torosaurus utahensis |
|  |                      |

|  | Triceratops prorsus  |
|  |                      |
|  | Triceratops horridus |
|  |                      |

|  | Torosaurus latus     |
|  |                      |
|  | Torosaurus utahensis |
|  |                      |

|  | Triceratops prorsus  |
|  |                      |
|  | Triceratops horridus |
|  |                      |

|  | Torosaurus latus     |
|  |                      |
|  | Torosaurus utahensis |
|  |                      |

|  | Triceratops prorsus  |
|  |                      |
|  | Triceratops horridus |
|  |                      |

|  | Torosaurus latus     |
|  |                      |
|  | Torosaurus utahensis |
|  |                      |

|  | Triceratops prorsus  |
|  |                      |
|  | Triceratops horridus |
|  |                      |

|  | Torosaurus latus     |
|  |                      |
|  | Torosaurus utahensis |
|  |                      |

|  | Triceratops prorsus  |
|  |                      |
|  | Triceratops horridus |
|  |                      |

|  | Torosaurus latus     |
|  |                      |
|  | Torosaurus utahensis |
|  |                      |

|  | Triceratops prorsus  |
|  |                      |
|  | Triceratops horridus |
|  |                      |

|  | Torosaurus latus     |
|  |                      |
|  | Torosaurus utahensis |
|  |                      |

|  | Triceratops prorsus  |
|  |                      |
|  | Triceratops horridus |
|  |                      |

|  | Torosaurus latus     |
|  |                      |
|  | Torosaurus utahensis |
|  |                      |

|  | Triceratops prorsus  |
|  |                      |
|  | Triceratops horridus |
|  |                      |

|  | Torosaurus latus     |
|  |                      |
|  | Torosaurus utahensis |
|  |                      |

|  | Triceratops prorsus  |
|  |                      |
|  | Triceratops horridus |
|  |                      |

|  | Torosaurus latus     |
|  |                      |
|  | Torosaurus utahensis |
|  |                      |

|  | Triceratops prorsus  |
|  |                      |
|  | Triceratops horridus |
|  |                      |

|  | Torosaurus latus     |
|  |                      |
|  | Torosaurus utahensis |
|  |                      |

|  | Triceratops prorsus  |
|  |                      |
|  | Triceratops horridus |
|  |                      |

|  | Torosaurus latus     |
|  |                      |
|  | Torosaurus utahensis |
|  |                      |

|  | Triceratops prorsus  |
|  |                      |
|  | Triceratops horridus |
|  |                      |

|  | Torosaurus latus     |
|  |                      |
|  | Torosaurus utahensis |
|  |                      |

|  | Triceratops prorsus  |
|  |                      |
|  | Triceratops horridus |
|  |                      |

|  | Vagaceratops irvinensis   |
|  |                           |
|  | Kosmoceratops richardsoni |
|  |                           |

|  | \| \| Chasmosaurus belli \| \| \| \| \| \| Chasmosaurus russeli \| \| \| \| |
|  |                                                                             |
|  | Mojoceratops perifania                                                      |
|  |                                                                             |
|  | Chasmosaurus belli                                                          |
|  |                                                                             |
|  | Chasmosaurus russeli                                                        |
|  |                                                                             |

|  | Chasmosaurus belli   |
|  |                      |
|  | Chasmosaurus russeli |
|  |                      |

|  | \| \| Chasmosaurus belli \| \| \| \| \| \| Chasmosaurus russeli \| \| \| \| |
|  |                                                                             |
|  | Mojoceratops perifania                                                      |
|  |                                                                             |
|  | Chasmosaurus belli                                                          |
|  |                                                                             |
|  | Chasmosaurus russeli                                                        |
|  |                                                                             |

|  | Chasmosaurus belli   |
|  |                      |
|  | Chasmosaurus russeli |
|  |                      |

|  | Utahceratops gettyi       |
|  |                           |
|  | Pentaceratops sternbergii |
|  |                           |

|  | \| \| Chasmosaurus belli \| \| \| \| \| \| Chasmosaurus russeli \| \| \| \| |
|  |                                                                             |
|  | Mojoceratops perifania                                                      |
|  |                                                                             |
|  | Chasmosaurus belli                                                          |
|  |                                                                             |
|  | Chasmosaurus russeli                                                        |
|  |                                                                             |

|  | Chasmosaurus belli   |
|  |                      |
|  | Chasmosaurus russeli |
|  |                      |

|  | \| \| Chasmosaurus belli \| \| \| \| \| \| Chasmosaurus russeli \| \| \| \| |
|  |                                                                             |
|  | Mojoceratops perifania                                                      |
|  |                                                                             |
|  | Chasmosaurus belli                                                          |
|  |                                                                             |
|  | Chasmosaurus russeli                                                        |
|  |                                                                             |

|  | Chasmosaurus belli   |
|  |                      |
|  | Chasmosaurus russeli |
|  |                      |

|  | Utahceratops gettyi       |
|  |                           |
|  | Pentaceratops sternbergii |
|  |                           |

|  | Bravoceratops polyphemus     |
|  |                              |
|  | Coahuilaceratops magnacuerna |
|  |                              |

|  | \| \| Chasmosaurus belli \| \| \| \| \| \| Chasmosaurus russeli \| \| \| \| |
|  |                                                                             |
|  | Mojoceratops perifania                                                      |
|  |                                                                             |
|  | Chasmosaurus belli                                                          |
|  |                                                                             |
|  | Chasmosaurus russeli                                                        |
|  |                                                                             |

|  | Chasmosaurus belli   |
|  |                      |
|  | Chasmosaurus russeli |
|  |                      |

|  | \| \| Chasmosaurus belli \| \| \| \| \| \| Chasmosaurus russeli \| \| \| \| |
|  |                                                                             |
|  | Mojoceratops perifania                                                      |
|  |                                                                             |
|  | Chasmosaurus belli                                                          |
|  |                                                                             |
|  | Chasmosaurus russeli                                                        |
|  |                                                                             |

|  | Chasmosaurus belli   |
|  |                      |
|  | Chasmosaurus russeli |
|  |                      |

|  | Utahceratops gettyi       |
|  |                           |
|  | Pentaceratops sternbergii |
|  |                           |

|  | \| \| Chasmosaurus belli \| \| \| \| \| \| Chasmosaurus russeli \| \| \| \| |
|  |                                                                             |
|  | Mojoceratops perifania                                                      |
|  |                                                                             |
|  | Chasmosaurus belli                                                          |
|  |                                                                             |
|  | Chasmosaurus russeli                                                        |
|  |                                                                             |

|  | Chasmosaurus belli   |
|  |                      |
|  | Chasmosaurus russeli |
|  |                      |

|  | \| \| Chasmosaurus belli \| \| \| \| \| \| Chasmosaurus russeli \| \| \| \| |
|  |                                                                             |
|  | Mojoceratops perifania                                                      |
|  |                                                                             |
|  | Chasmosaurus belli                                                          |
|  |                                                                             |
|  | Chasmosaurus russeli                                                        |
|  |                                                                             |

|  | Chasmosaurus belli   |
|  |                      |
|  | Chasmosaurus russeli |
|  |                      |

|  | Utahceratops gettyi       |
|  |                           |
|  | Pentaceratops sternbergii |
|  |                           |

|  | Bravoceratops polyphemus     |
|  |                              |
|  | Coahuilaceratops magnacuerna |
|  |                              |

|  | Anchiceratops ornatus     |
|  |                           |
|  | Arrhinoceratops brachyops |
|  |                           |

|  | Torosaurus latus     |
|  |                      |
|  | Torosaurus utahensis |
|  |                      |

|  | Triceratops prorsus  |
|  |                      |
|  | Triceratops horridus |
|  |                      |

|  | Torosaurus latus     |
|  |                      |
|  | Torosaurus utahensis |
|  |                      |

|  | Triceratops prorsus  |
|  |                      |
|  | Triceratops horridus |
|  |                      |

|  | Torosaurus latus     |
|  |                      |
|  | Torosaurus utahensis |
|  |                      |

|  | Triceratops prorsus  |
|  |                      |
|  | Triceratops horridus |
|  |                      |

|  | Torosaurus latus     |
|  |                      |
|  | Torosaurus utahensis |
|  |                      |

|  | Triceratops prorsus  |
|  |                      |
|  | Triceratops horridus |
|  |                      |

|  | Torosaurus latus     |
|  |                      |
|  | Torosaurus utahensis |
|  |                      |

|  | Triceratops prorsus  |
|  |                      |
|  | Triceratops horridus |
|  |                      |

|  | Torosaurus latus     |
|  |                      |
|  | Torosaurus utahensis |
|  |                      |

|  | Triceratops prorsus  |
|  |                      |
|  | Triceratops horridus |
|  |                      |

|  | Torosaurus latus     |
|  |                      |
|  | Torosaurus utahensis |
|  |                      |

|  | Triceratops prorsus  |
|  |                      |
|  | Triceratops horridus |
|  |                      |

|  | Torosaurus latus     |
|  |                      |
|  | Torosaurus utahensis |
|  |                      |

|  | Triceratops prorsus  |
|  |                      |
|  | Triceratops horridus |
|  |                      |

|  | Torosaurus latus     |
|  |                      |
|  | Torosaurus utahensis |
|  |                      |

|  | Triceratops prorsus  |
|  |                      |
|  | Triceratops horridus |
|  |                      |

|  | Torosaurus latus     |
|  |                      |
|  | Torosaurus utahensis |
|  |                      |

|  | Triceratops prorsus  |
|  |                      |
|  | Triceratops horridus |
|  |                      |

|  | Torosaurus latus     |
|  |                      |
|  | Torosaurus utahensis |
|  |                      |

|  | Triceratops prorsus  |
|  |                      |
|  | Triceratops horridus |
|  |                      |

|  | Torosaurus latus     |
|  |                      |
|  | Torosaurus utahensis |
|  |                      |

|  | Triceratops prorsus  |
|  |                      |
|  | Triceratops horridus |
|  |                      |

|  | Torosaurus latus     |
|  |                      |
|  | Torosaurus utahensis |
|  |                      |

|  | Triceratops prorsus  |
|  |                      |
|  | Triceratops horridus |
|  |                      |

|  | Torosaurus latus     |
|  |                      |
|  | Torosaurus utahensis |
|  |                      |

|  | Triceratops prorsus  |
|  |                      |
|  | Triceratops horridus |
|  |                      |

|  | Torosaurus latus     |
|  |                      |
|  | Torosaurus utahensis |
|  |                      |

|  | Triceratops prorsus  |
|  |                      |
|  | Triceratops horridus |
|  |                      |

|  | Torosaurus latus     |
|  |                      |
|  | Torosaurus utahensis |
|  |                      |

|  | Triceratops prorsus  |
|  |                      |
|  | Triceratops horridus |
|  |                      |

|  | Torosaurus latus     |
|  |                      |
|  | Torosaurus utahensis |
|  |                      |

|  | Triceratops prorsus  |
|  |                      |
|  | Triceratops horridus |
|  |                      |

|  | Torosaurus latus     |
|  |                      |
|  | Torosaurus utahensis |
|  |                      |

|  | Triceratops prorsus  |
|  |                      |
|  | Triceratops horridus |
|  |                      |

|  | Torosaurus latus     |
|  |                      |
|  | Torosaurus utahensis |
|  |                      |

|  | Triceratops prorsus  |
|  |                      |
|  | Triceratops horridus |
|  |                      |

|  | Torosaurus latus     |
|  |                      |
|  | Torosaurus utahensis |
|  |                      |

|  | Triceratops prorsus  |
|  |                      |
|  | Triceratops horridus |
|  |                      |

|  | Torosaurus latus     |
|  |                      |
|  | Torosaurus utahensis |
|  |                      |

|  | Triceratops prorsus  |
|  |                      |
|  | Triceratops horridus |
|  |                      |

|  | Torosaurus latus     |
|  |                      |
|  | Torosaurus utahensis |
|  |                      |

|  | Triceratops prorsus  |
|  |                      |
|  | Triceratops horridus |
|  |                      |

|  | Torosaurus latus     |
|  |                      |
|  | Torosaurus utahensis |
|  |                      |

|  | Triceratops prorsus  |
|  |                      |
|  | Triceratops horridus |
|  |                      |

|  | Torosaurus latus     |
|  |                      |
|  | Torosaurus utahensis |
|  |                      |

|  | Triceratops prorsus  |
|  |                      |
|  | Triceratops horridus |
|  |                      |

|  | Torosaurus latus     |
|  |                      |
|  | Torosaurus utahensis |
|  |                      |

|  | Triceratops prorsus  |
|  |                      |
|  | Triceratops horridus |
|  |                      |

|  | Torosaurus latus     |
|  |                      |
|  | Torosaurus utahensis |
|  |                      |

|  | Triceratops prorsus  |
|  |                      |
|  | Triceratops horridus |
|  |                      |

|  | Torosaurus latus     |
|  |                      |
|  | Torosaurus utahensis |
|  |                      |

|  | Triceratops prorsus  |
|  |                      |
|  | Triceratops horridus |
|  |                      |

|  | Torosaurus latus     |
|  |                      |
|  | Torosaurus utahensis |
|  |                      |

|  | Triceratops prorsus  |
|  |                      |
|  | Triceratops horridus |
|  |                      |

|  | Torosaurus latus     |
|  |                      |
|  | Torosaurus utahensis |
|  |                      |

|  | Triceratops prorsus  |
|  |                      |
|  | Triceratops horridus |
|  |                      |

|  | Torosaurus latus     |
|  |                      |
|  | Torosaurus utahensis |
|  |                      |

|  | Triceratops prorsus  |
|  |                      |
|  | Triceratops horridus |
|  |                      |

|  | Torosaurus latus     |
|  |                      |
|  | Torosaurus utahensis |
|  |                      |

|  | Triceratops prorsus  |
|  |                      |
|  | Triceratops horridus |
|  |                      |

|  | Torosaurus latus     |
|  |                      |
|  | Torosaurus utahensis |
|  |                      |

|  | Triceratops prorsus  |
|  |                      |
|  | Triceratops horridus |
|  |                      |

|  | Torosaurus latus     |
|  |                      |
|  | Torosaurus utahensis |
|  |                      |

|  | Triceratops prorsus  |
|  |                      |
|  | Triceratops horridus |
|  |                      |

|  | Torosaurus latus     |
|  |                      |
|  | Torosaurus utahensis |
|  |                      |

|  | Triceratops prorsus  |
|  |                      |
|  | Triceratops horridus |
|  |                      |

|  | Torosaurus latus     |
|  |                      |
|  | Torosaurus utahensis |
|  |                      |

|  | Triceratops prorsus  |
|  |                      |
|  | Triceratops horridus |
|  |                      |

|  | Torosaurus latus     |
|  |                      |
|  | Torosaurus utahensis |
|  |                      |

|  | Triceratops prorsus  |
|  |                      |
|  | Triceratops horridus |
|  |                      |

|  | Torosaurus latus     |
|  |                      |
|  | Torosaurus utahensis |
|  |                      |

|  | Triceratops prorsus  |
|  |                      |
|  | Triceratops horridus |
|  |                      |

|  | Torosaurus latus     |
|  |                      |
|  | Torosaurus utahensis |
|  |                      |

|  | Triceratops prorsus  |
|  |                      |
|  | Triceratops horridus |
|  |                      |

|  | Torosaurus latus     |
|  |                      |
|  | Torosaurus utahensis |
|  |                      |

|  | Triceratops prorsus  |
|  |                      |
|  | Triceratops horridus |
|  |                      |

|  | Torosaurus latus     |
|  |                      |
|  | Torosaurus utahensis |
|  |                      |

|  | Triceratops prorsus  |
|  |                      |
|  | Triceratops horridus |
|  |                      |

|  | Torosaurus latus     |
|  |                      |
|  | Torosaurus utahensis |
|  |                      |

|  | Triceratops prorsus  |
|  |                      |
|  | Triceratops horridus |
|  |                      |

|  | Torosaurus latus     |
|  |                      |
|  | Torosaurus utahensis |
|  |                      |

|  | Triceratops prorsus  |
|  |                      |
|  | Triceratops horridus |
|  |                      |

|  | Torosaurus latus     |
|  |                      |
|  | Torosaurus utahensis |
|  |                      |

|  | Triceratops prorsus  |
|  |                      |
|  | Triceratops horridus |
|  |                      |

|  | Torosaurus latus     |
|  |                      |
|  | Torosaurus utahensis |
|  |                      |

|  | Triceratops prorsus  |
|  |                      |
|  | Triceratops horridus |
|  |                      |

|  | Torosaurus latus     |
|  |                      |
|  | Torosaurus utahensis |
|  |                      |

|  | Triceratops prorsus  |
|  |                      |
|  | Triceratops horridus |
|  |                      |

|  | Torosaurus latus     |
|  |                      |
|  | Torosaurus utahensis |
|  |                      |

|  | Triceratops prorsus  |
|  |                      |
|  | Triceratops horridus |
|  |                      |

|  | Torosaurus latus     |
|  |                      |
|  | Torosaurus utahensis |
|  |                      |

|  | Triceratops prorsus  |
|  |                      |
|  | Triceratops horridus |
|  |                      |

|  | Torosaurus latus     |
|  |                      |
|  | Torosaurus utahensis |
|  |                      |

|  | Triceratops prorsus  |
|  |                      |
|  | Triceratops horridus |
|  |                      |

|  | Torosaurus latus     |
|  |                      |
|  | Torosaurus utahensis |
|  |                      |

|  | Triceratops prorsus  |
|  |                      |
|  | Triceratops horridus |
|  |                      |

|  | Torosaurus latus     |
|  |                      |
|  | Torosaurus utahensis |
|  |                      |

|  | Triceratops prorsus  |
|  |                      |
|  | Triceratops horridus |
|  |                      |

|  | Torosaurus latus     |
|  |                      |
|  | Torosaurus utahensis |
|  |                      |

|  | Triceratops prorsus  |
|  |                      |
|  | Triceratops horridus |
|  |                      |

|  | Torosaurus latus     |
|  |                      |
|  | Torosaurus utahensis |
|  |                      |

|  | Triceratops prorsus  |
|  |                      |
|  | Triceratops horridus |
|  |                      |

|  | Torosaurus latus     |
|  |                      |
|  | Torosaurus utahensis |
|  |                      |

|  | Triceratops prorsus  |
|  |                      |
|  | Triceratops horridus |
|  |                      |

|  | Torosaurus latus     |
|  |                      |
|  | Torosaurus utahensis |
|  |                      |

|  | Triceratops prorsus  |
|  |                      |
|  | Triceratops horridus |
|  |                      |

|  | Torosaurus latus     |
|  |                      |
|  | Torosaurus utahensis |
|  |                      |

|  | Triceratops prorsus  |
|  |                      |
|  | Triceratops horridus |
|  |                      |

|  | Torosaurus latus     |
|  |                      |
|  | Torosaurus utahensis |
|  |                      |

|  | Triceratops prorsus  |
|  |                      |
|  | Triceratops horridus |
|  |                      |

|  | Torosaurus latus     |
|  |                      |
|  | Torosaurus utahensis |
|  |                      |

|  | Triceratops prorsus  |
|  |                      |
|  | Triceratops horridus |
|  |                      |

|  | Torosaurus latus     |
|  |                      |
|  | Torosaurus utahensis |
|  |                      |

|  | Triceratops prorsus  |
|  |                      |
|  | Triceratops horridus |
|  |                      |

|  | Torosaurus latus     |
|  |                      |
|  | Torosaurus utahensis |
|  |                      |

|  | Triceratops prorsus  |
|  |                      |
|  | Triceratops horridus |
|  |                      |

|  | Torosaurus latus     |
|  |                      |
|  | Torosaurus utahensis |
|  |                      |

|  | Triceratops prorsus  |
|  |                      |
|  | Triceratops horridus |
|  |                      |

|  | Torosaurus latus     |
|  |                      |
|  | Torosaurus utahensis |
|  |                      |

|  | Triceratops prorsus  |
|  |                      |
|  | Triceratops horridus |
|  |                      |

|  | Torosaurus latus     |
|  |                      |
|  | Torosaurus utahensis |
|  |                      |

|  | Triceratops prorsus  |
|  |                      |
|  | Triceratops horridus |
|  |                      |

|  | Torosaurus latus     |
|  |                      |
|  | Torosaurus utahensis |
|  |                      |

|  | Triceratops prorsus  |
|  |                      |
|  | Triceratops horridus |
|  |                      |

|  | Torosaurus latus     |
|  |                      |
|  | Torosaurus utahensis |
|  |                      |

|  | Triceratops prorsus  |
|  |                      |
|  | Triceratops horridus |
|  |                      |

|  | Anchiceratops ornatus     |
|  |                           |
|  | Arrhinoceratops brachyops |
|  |                           |

|  | Torosaurus latus     |
|  |                      |
|  | Torosaurus utahensis |
|  |                      |

|  | Triceratops prorsus  |
|  |                      |
|  | Triceratops horridus |
|  |                      |

|  | Torosaurus latus     |
|  |                      |
|  | Torosaurus utahensis |
|  |                      |

|  | Triceratops prorsus  |
|  |                      |
|  | Triceratops horridus |
|  |                      |

|  | Torosaurus latus     |
|  |                      |
|  | Torosaurus utahensis |
|  |                      |

|  | Triceratops prorsus  |
|  |                      |
|  | Triceratops horridus |
|  |                      |

|  | Torosaurus latus     |
|  |                      |
|  | Torosaurus utahensis |
|  |                      |

|  | Triceratops prorsus  |
|  |                      |
|  | Triceratops horridus |
|  |                      |

|  | Torosaurus latus     |
|  |                      |
|  | Torosaurus utahensis |
|  |                      |

|  | Triceratops prorsus  |
|  |                      |
|  | Triceratops horridus |
|  |                      |

|  | Torosaurus latus     |
|  |                      |
|  | Torosaurus utahensis |
|  |                      |

|  | Triceratops prorsus  |
|  |                      |
|  | Triceratops horridus |
|  |                      |

|  | Torosaurus latus     |
|  |                      |
|  | Torosaurus utahensis |
|  |                      |

|  | Triceratops prorsus  |
|  |                      |
|  | Triceratops horridus |
|  |                      |

|  | Torosaurus latus     |
|  |                      |
|  | Torosaurus utahensis |
|  |                      |

|  | Triceratops prorsus  |
|  |                      |
|  | Triceratops horridus |
|  |                      |

|  | Torosaurus latus     |
|  |                      |
|  | Torosaurus utahensis |
|  |                      |

|  | Triceratops prorsus  |
|  |                      |
|  | Triceratops horridus |
|  |                      |

|  | Torosaurus latus     |
|  |                      |
|  | Torosaurus utahensis |
|  |                      |

|  | Triceratops prorsus  |
|  |                      |
|  | Triceratops horridus |
|  |                      |

|  | Torosaurus latus     |
|  |                      |
|  | Torosaurus utahensis |
|  |                      |

|  | Triceratops prorsus  |
|  |                      |
|  | Triceratops horridus |
|  |                      |

|  | Torosaurus latus     |
|  |                      |
|  | Torosaurus utahensis |
|  |                      |

|  | Triceratops prorsus  |
|  |                      |
|  | Triceratops horridus |
|  |                      |

|  | Torosaurus latus     |
|  |                      |
|  | Torosaurus utahensis |
|  |                      |

|  | Triceratops prorsus  |
|  |                      |
|  | Triceratops horridus |
|  |                      |

|  | Torosaurus latus     |
|  |                      |
|  | Torosaurus utahensis |
|  |                      |

|  | Triceratops prorsus  |
|  |                      |
|  | Triceratops horridus |
|  |                      |

|  | Torosaurus latus     |
|  |                      |
|  | Torosaurus utahensis |
|  |                      |

|  | Triceratops prorsus  |
|  |                      |
|  | Triceratops horridus |
|  |                      |

|  | Torosaurus latus     |
|  |                      |
|  | Torosaurus utahensis |
|  |                      |

|  | Triceratops prorsus  |
|  |                      |
|  | Triceratops horridus |
|  |                      |

|  | Torosaurus latus     |
|  |                      |
|  | Torosaurus utahensis |
|  |                      |

|  | Triceratops prorsus  |
|  |                      |
|  | Triceratops horridus |
|  |                      |

|  | Torosaurus latus     |
|  |                      |
|  | Torosaurus utahensis |
|  |                      |

|  | Triceratops prorsus  |
|  |                      |
|  | Triceratops horridus |
|  |                      |

|  | Torosaurus latus     |
|  |                      |
|  | Torosaurus utahensis |
|  |                      |

|  | Triceratops prorsus  |
|  |                      |
|  | Triceratops horridus |
|  |                      |

|  | Torosaurus latus     |
|  |                      |
|  | Torosaurus utahensis |
|  |                      |

|  | Triceratops prorsus  |
|  |                      |
|  | Triceratops horridus |
|  |                      |

|  | Torosaurus latus     |
|  |                      |
|  | Torosaurus utahensis |
|  |                      |

|  | Triceratops prorsus  |
|  |                      |
|  | Triceratops horridus |
|  |                      |

|  | Torosaurus latus     |
|  |                      |
|  | Torosaurus utahensis |
|  |                      |

|  | Triceratops prorsus  |
|  |                      |
|  | Triceratops horridus |
|  |                      |

|  | Torosaurus latus     |
|  |                      |
|  | Torosaurus utahensis |
|  |                      |

|  | Triceratops prorsus  |
|  |                      |
|  | Triceratops horridus |
|  |                      |

|  | Torosaurus latus     |
|  |                      |
|  | Torosaurus utahensis |
|  |                      |

|  | Triceratops prorsus  |
|  |                      |
|  | Triceratops horridus |
|  |                      |

|  | Torosaurus latus     |
|  |                      |
|  | Torosaurus utahensis |
|  |                      |

|  | Triceratops prorsus  |
|  |                      |
|  | Triceratops horridus |
|  |                      |

|  | Torosaurus latus     |
|  |                      |
|  | Torosaurus utahensis |
|  |                      |

|  | Triceratops prorsus  |
|  |                      |
|  | Triceratops horridus |
|  |                      |

|  | Torosaurus latus     |
|  |                      |
|  | Torosaurus utahensis |
|  |                      |

|  | Triceratops prorsus  |
|  |                      |
|  | Triceratops horridus |
|  |                      |

|  | Torosaurus latus     |
|  |                      |
|  | Torosaurus utahensis |
|  |                      |

|  | Triceratops prorsus  |
|  |                      |
|  | Triceratops horridus |
|  |                      |

|  | Torosaurus latus     |
|  |                      |
|  | Torosaurus utahensis |
|  |                      |

|  | Triceratops prorsus  |
|  |                      |
|  | Triceratops horridus |
|  |                      |

|  | Torosaurus latus     |
|  |                      |
|  | Torosaurus utahensis |
|  |                      |

|  | Triceratops prorsus  |
|  |                      |
|  | Triceratops horridus |
|  |                      |

|  | Torosaurus latus     |
|  |                      |
|  | Torosaurus utahensis |
|  |                      |

|  | Triceratops prorsus  |
|  |                      |
|  | Triceratops horridus |
|  |                      |

|  | Torosaurus latus     |
|  |                      |
|  | Torosaurus utahensis |
|  |                      |

|  | Triceratops prorsus  |
|  |                      |
|  | Triceratops horridus |
|  |                      |

|  | Torosaurus latus     |
|  |                      |
|  | Torosaurus utahensis |
|  |                      |

|  | Triceratops prorsus  |
|  |                      |
|  | Triceratops horridus |
|  |                      |

|  | Torosaurus latus     |
|  |                      |
|  | Torosaurus utahensis |
|  |                      |

|  | Triceratops prorsus  |
|  |                      |
|  | Triceratops horridus |
|  |                      |

|  | Torosaurus latus     |
|  |                      |
|  | Torosaurus utahensis |
|  |                      |

|  | Triceratops prorsus  |
|  |                      |
|  | Triceratops horridus |
|  |                      |

|  | Torosaurus latus     |
|  |                      |
|  | Torosaurus utahensis |
|  |                      |

|  | Triceratops prorsus  |
|  |                      |
|  | Triceratops horridus |
|  |                      |

|  | Torosaurus latus     |
|  |                      |
|  | Torosaurus utahensis |
|  |                      |

|  | Triceratops prorsus  |
|  |                      |
|  | Triceratops horridus |
|  |                      |

|  | Torosaurus latus     |
|  |                      |
|  | Torosaurus utahensis |
|  |                      |

|  | Triceratops prorsus  |
|  |                      |
|  | Triceratops horridus |
|  |                      |

|  | Torosaurus latus     |
|  |                      |
|  | Torosaurus utahensis |
|  |                      |

|  | Triceratops prorsus  |
|  |                      |
|  | Triceratops horridus |
|  |                      |

|  | Torosaurus latus     |
|  |                      |
|  | Torosaurus utahensis |
|  |                      |

|  | Triceratops prorsus  |
|  |                      |
|  | Triceratops horridus |
|  |                      |

|  | Torosaurus latus     |
|  |                      |
|  | Torosaurus utahensis |
|  |                      |

|  | Triceratops prorsus  |
|  |                      |
|  | Triceratops horridus |
|  |                      |

|  | Torosaurus latus     |
|  |                      |
|  | Torosaurus utahensis |
|  |                      |

|  | Triceratops prorsus  |
|  |                      |
|  | Triceratops horridus |
|  |                      |

|  | Torosaurus latus     |
|  |                      |
|  | Torosaurus utahensis |
|  |                      |

|  | Triceratops prorsus  |
|  |                      |
|  | Triceratops horridus |
|  |                      |

|  | Torosaurus latus     |
|  |                      |
|  | Torosaurus utahensis |
|  |                      |

|  | Triceratops prorsus  |
|  |                      |
|  | Triceratops horridus |
|  |                      |

|  | Torosaurus latus     |
|  |                      |
|  | Torosaurus utahensis |
|  |                      |

|  | Triceratops prorsus  |
|  |                      |
|  | Triceratops horridus |
|  |                      |

|  | Torosaurus latus     |
|  |                      |
|  | Torosaurus utahensis |
|  |                      |

|  | Triceratops prorsus  |
|  |                      |
|  | Triceratops horridus |
|  |                      |

|  | Torosaurus latus     |
|  |                      |
|  | Torosaurus utahensis |
|  |                      |

|  | Triceratops prorsus  |
|  |                      |
|  | Triceratops horridus |
|  |                      |

|  | Torosaurus latus     |
|  |                      |
|  | Torosaurus utahensis |
|  |                      |

|  | Triceratops prorsus  |
|  |                      |
|  | Triceratops horridus |
|  |                      |

|  | Torosaurus latus     |
|  |                      |
|  | Torosaurus utahensis |
|  |                      |

|  | Triceratops prorsus  |
|  |                      |
|  | Triceratops horridus |
|  |                      |

|  | Torosaurus latus     |
|  |                      |
|  | Torosaurus utahensis |
|  |                      |

|  | Triceratops prorsus  |
|  |                      |
|  | Triceratops horridus |
|  |                      |

|  | Torosaurus latus     |
|  |                      |
|  | Torosaurus utahensis |
|  |                      |

|  | Triceratops prorsus  |
|  |                      |
|  | Triceratops horridus |
|  |                      |

|  | Torosaurus latus     |
|  |                      |
|  | Torosaurus utahensis |
|  |                      |

|  | Triceratops prorsus  |
|  |                      |
|  | Triceratops horridus |
|  |                      |

|  | Torosaurus latus     |
|  |                      |
|  | Torosaurus utahensis |
|  |                      |

|  | Triceratops prorsus  |
|  |                      |
|  | Triceratops horridus |
|  |                      |

|  | Torosaurus latus     |
|  |                      |
|  | Torosaurus utahensis |
|  |                      |

|  | Triceratops prorsus  |
|  |                      |
|  | Triceratops horridus |
|  |                      |

|  | Torosaurus latus     |
|  |                      |
|  | Torosaurus utahensis |
|  |                      |

|  | Triceratops prorsus  |
|  |                      |
|  | Triceratops horridus |
|  |                      |

|  | Torosaurus latus     |
|  |                      |
|  | Torosaurus utahensis |
|  |                      |

|  | Triceratops prorsus  |
|  |                      |
|  | Triceratops horridus |
|  |                      |

|  | Torosaurus latus     |
|  |                      |
|  | Torosaurus utahensis |
|  |                      |

|  | Triceratops prorsus  |
|  |                      |
|  | Triceratops horridus |
|  |                      |

|  | Torosaurus latus     |
|  |                      |
|  | Torosaurus utahensis |
|  |                      |

|  | Triceratops prorsus  |
|  |                      |
|  | Triceratops horridus |
|  |                      |

|  | Torosaurus latus     |
|  |                      |
|  | Torosaurus utahensis |
|  |                      |

|  | Triceratops prorsus  |
|  |                      |
|  | Triceratops horridus |
|  |                      |

|  | Torosaurus latus     |
|  |                      |
|  | Torosaurus utahensis |
|  |                      |

|  | Triceratops prorsus  |
|  |                      |
|  | Triceratops horridus |
|  |                      |

|  | Torosaurus latus     |
|  |                      |
|  | Torosaurus utahensis |
|  |                      |

|  | Triceratops prorsus  |
|  |                      |
|  | Triceratops horridus |
|  |                      |

|  | Torosaurus latus     |
|  |                      |
|  | Torosaurus utahensis |
|  |                      |

|  | Triceratops prorsus  |
|  |                      |
|  | Triceratops horridus |
|  |                      |

|  | Torosaurus latus     |
|  |                      |
|  | Torosaurus utahensis |
|  |                      |

|  | Triceratops prorsus  |
|  |                      |
|  | Triceratops horridus |
|  |                      |

|  | Torosaurus latus     |
|  |                      |
|  | Torosaurus utahensis |
|  |                      |

|  | Triceratops prorsus  |
|  |                      |
|  | Triceratops horridus |
|  |                      |

|  | \| \| Chasmosaurus belli \| \| \| \| \| \| Chasmosaurus russeli \| \| \| \| |
|  |                                                                             |
|  | Mojoceratops perifania                                                      |
|  |                                                                             |
|  | Chasmosaurus belli                                                          |
|  |                                                                             |
|  | Chasmosaurus russeli                                                        |
|  |                                                                             |

|  | Chasmosaurus belli   |
|  |                      |
|  | Chasmosaurus russeli |
|  |                      |

|  | \| \| Chasmosaurus belli \| \| \| \| \| \| Chasmosaurus russeli \| \| \| \| |
|  |                                                                             |
|  | Mojoceratops perifania                                                      |
|  |                                                                             |
|  | Chasmosaurus belli                                                          |
|  |                                                                             |
|  | Chasmosaurus russeli                                                        |
|  |                                                                             |

|  | Chasmosaurus belli   |
|  |                      |
|  | Chasmosaurus russeli |
|  |                      |

|  | Utahceratops gettyi       |
|  |                           |
|  | Pentaceratops sternbergii |
|  |                           |

|  | \| \| Chasmosaurus belli \| \| \| \| \| \| Chasmosaurus russeli \| \| \| \| |
|  |                                                                             |
|  | Mojoceratops perifania                                                      |
|  |                                                                             |
|  | Chasmosaurus belli                                                          |
|  |                                                                             |
|  | Chasmosaurus russeli                                                        |
|  |                                                                             |

|  | Chasmosaurus belli   |
|  |                      |
|  | Chasmosaurus russeli |
|  |                      |

|  | \| \| Chasmosaurus belli \| \| \| \| \| \| Chasmosaurus russeli \| \| \| \| |
|  |                                                                             |
|  | Mojoceratops perifania                                                      |
|  |                                                                             |
|  | Chasmosaurus belli                                                          |
|  |                                                                             |
|  | Chasmosaurus russeli                                                        |
|  |                                                                             |

|  | Chasmosaurus belli   |
|  |                      |
|  | Chasmosaurus russeli |
|  |                      |

|  | Utahceratops gettyi       |
|  |                           |
|  | Pentaceratops sternbergii |
|  |                           |

|  | Bravoceratops polyphemus     |
|  |                              |
|  | Coahuilaceratops magnacuerna |
|  |                              |

|  | \| \| Chasmosaurus belli \| \| \| \| \| \| Chasmosaurus russeli \| \| \| \| |
|  |                                                                             |
|  | Mojoceratops perifania                                                      |
|  |                                                                             |
|  | Chasmosaurus belli                                                          |
|  |                                                                             |
|  | Chasmosaurus russeli                                                        |
|  |                                                                             |

|  | Chasmosaurus belli   |
|  |                      |
|  | Chasmosaurus russeli |
|  |                      |

|  | \| \| Chasmosaurus belli \| \| \| \| \| \| Chasmosaurus russeli \| \| \| \| |
|  |                                                                             |
|  | Mojoceratops perifania                                                      |
|  |                                                                             |
|  | Chasmosaurus belli                                                          |
|  |                                                                             |
|  | Chasmosaurus russeli                                                        |
|  |                                                                             |

|  | Chasmosaurus belli   |
|  |                      |
|  | Chasmosaurus russeli |
|  |                      |

|  | Utahceratops gettyi       |
|  |                           |
|  | Pentaceratops sternbergii |
|  |                           |

|  | \| \| Chasmosaurus belli \| \| \| \| \| \| Chasmosaurus russeli \| \| \| \| |
|  |                                                                             |
|  | Mojoceratops perifania                                                      |
|  |                                                                             |
|  | Chasmosaurus belli                                                          |
|  |                                                                             |
|  | Chasmosaurus russeli                                                        |
|  |                                                                             |

|  | Chasmosaurus belli   |
|  |                      |
|  | Chasmosaurus russeli |
|  |                      |

|  | \| \| Chasmosaurus belli \| \| \| \| \| \| Chasmosaurus russeli \| \| \| \| |
|  |                                                                             |
|  | Mojoceratops perifania                                                      |
|  |                                                                             |
|  | Chasmosaurus belli                                                          |
|  |                                                                             |
|  | Chasmosaurus russeli                                                        |
|  |                                                                             |

|  | Chasmosaurus belli   |
|  |                      |
|  | Chasmosaurus russeli |
|  |                      |

|  | Utahceratops gettyi       |
|  |                           |
|  | Pentaceratops sternbergii |
|  |                           |

|  | Bravoceratops polyphemus     |
|  |                              |
|  | Coahuilaceratops magnacuerna |
|  |                              |

|  | Anchiceratops ornatus     |
|  |                           |
|  | Arrhinoceratops brachyops |
|  |                           |

|  | Torosaurus latus     |
|  |                      |
|  | Torosaurus utahensis |
|  |                      |

|  | Triceratops prorsus  |
|  |                      |
|  | Triceratops horridus |
|  |                      |

|  | Torosaurus latus     |
|  |                      |
|  | Torosaurus utahensis |
|  |                      |

|  | Triceratops prorsus  |
|  |                      |
|  | Triceratops horridus |
|  |                      |

|  | Torosaurus latus     |
|  |                      |
|  | Torosaurus utahensis |
|  |                      |

|  | Triceratops prorsus  |
|  |                      |
|  | Triceratops horridus |
|  |                      |

|  | Torosaurus latus     |
|  |                      |
|  | Torosaurus utahensis |
|  |                      |

|  | Triceratops prorsus  |
|  |                      |
|  | Triceratops horridus |
|  |                      |

|  | Torosaurus latus     |
|  |                      |
|  | Torosaurus utahensis |
|  |                      |

|  | Triceratops prorsus  |
|  |                      |
|  | Triceratops horridus |
|  |                      |

|  | Torosaurus latus     |
|  |                      |
|  | Torosaurus utahensis |
|  |                      |

|  | Triceratops prorsus  |
|  |                      |
|  | Triceratops horridus |
|  |                      |

|  | Torosaurus latus     |
|  |                      |
|  | Torosaurus utahensis |
|  |                      |

|  | Triceratops prorsus  |
|  |                      |
|  | Triceratops horridus |
|  |                      |

|  | Torosaurus latus     |
|  |                      |
|  | Torosaurus utahensis |
|  |                      |

|  | Triceratops prorsus  |
|  |                      |
|  | Triceratops horridus |
|  |                      |

|  | Torosaurus latus     |
|  |                      |
|  | Torosaurus utahensis |
|  |                      |

|  | Triceratops prorsus  |
|  |                      |
|  | Triceratops horridus |
|  |                      |

|  | Torosaurus latus     |
|  |                      |
|  | Torosaurus utahensis |
|  |                      |

|  | Triceratops prorsus  |
|  |                      |
|  | Triceratops horridus |
|  |                      |

|  | Torosaurus latus     |
|  |                      |
|  | Torosaurus utahensis |
|  |                      |

|  | Triceratops prorsus  |
|  |                      |
|  | Triceratops horridus |
|  |                      |

|  | Torosaurus latus     |
|  |                      |
|  | Torosaurus utahensis |
|  |                      |

|  | Triceratops prorsus  |
|  |                      |
|  | Triceratops horridus |
|  |                      |

|  | Torosaurus latus     |
|  |                      |
|  | Torosaurus utahensis |
|  |                      |

|  | Triceratops prorsus  |
|  |                      |
|  | Triceratops horridus |
|  |                      |

|  | Torosaurus latus     |
|  |                      |
|  | Torosaurus utahensis |
|  |                      |

|  | Triceratops prorsus  |
|  |                      |
|  | Triceratops horridus |
|  |                      |

|  | Torosaurus latus     |
|  |                      |
|  | Torosaurus utahensis |
|  |                      |

|  | Triceratops prorsus  |
|  |                      |
|  | Triceratops horridus |
|  |                      |

|  | Torosaurus latus     |
|  |                      |
|  | Torosaurus utahensis |
|  |                      |

|  | Triceratops prorsus  |
|  |                      |
|  | Triceratops horridus |
|  |                      |

|  | Torosaurus latus     |
|  |                      |
|  | Torosaurus utahensis |
|  |                      |

|  | Triceratops prorsus  |
|  |                      |
|  | Triceratops horridus |
|  |                      |

|  | Torosaurus latus     |
|  |                      |
|  | Torosaurus utahensis |
|  |                      |

|  | Triceratops prorsus  |
|  |                      |
|  | Triceratops horridus |
|  |                      |

|  | Torosaurus latus     |
|  |                      |
|  | Torosaurus utahensis |
|  |                      |

|  | Triceratops prorsus  |
|  |                      |
|  | Triceratops horridus |
|  |                      |

|  | Torosaurus latus     |
|  |                      |
|  | Torosaurus utahensis |
|  |                      |

|  | Triceratops prorsus  |
|  |                      |
|  | Triceratops horridus |
|  |                      |

|  | Torosaurus latus     |
|  |                      |
|  | Torosaurus utahensis |
|  |                      |

|  | Triceratops prorsus  |
|  |                      |
|  | Triceratops horridus |
|  |                      |

|  | Torosaurus latus     |
|  |                      |
|  | Torosaurus utahensis |
|  |                      |

|  | Triceratops prorsus  |
|  |                      |
|  | Triceratops horridus |
|  |                      |

|  | Torosaurus latus     |
|  |                      |
|  | Torosaurus utahensis |
|  |                      |

|  | Triceratops prorsus  |
|  |                      |
|  | Triceratops horridus |
|  |                      |

|  | Torosaurus latus     |
|  |                      |
|  | Torosaurus utahensis |
|  |                      |

|  | Triceratops prorsus  |
|  |                      |
|  | Triceratops horridus |
|  |                      |

|  | Torosaurus latus     |
|  |                      |
|  | Torosaurus utahensis |
|  |                      |

|  | Triceratops prorsus  |
|  |                      |
|  | Triceratops horridus |
|  |                      |

|  | Torosaurus latus     |
|  |                      |
|  | Torosaurus utahensis |
|  |                      |

|  | Triceratops prorsus  |
|  |                      |
|  | Triceratops horridus |
|  |                      |

|  | Torosaurus latus     |
|  |                      |
|  | Torosaurus utahensis |
|  |                      |

|  | Triceratops prorsus  |
|  |                      |
|  | Triceratops horridus |
|  |                      |

|  | Torosaurus latus     |
|  |                      |
|  | Torosaurus utahensis |
|  |                      |

|  | Triceratops prorsus  |
|  |                      |
|  | Triceratops horridus |
|  |                      |

|  | Torosaurus latus     |
|  |                      |
|  | Torosaurus utahensis |
|  |                      |

|  | Triceratops prorsus  |
|  |                      |
|  | Triceratops horridus |
|  |                      |

|  | Torosaurus latus     |
|  |                      |
|  | Torosaurus utahensis |
|  |                      |

|  | Triceratops prorsus  |
|  |                      |
|  | Triceratops horridus |
|  |                      |

|  | Torosaurus latus     |
|  |                      |
|  | Torosaurus utahensis |
|  |                      |

|  | Triceratops prorsus  |
|  |                      |
|  | Triceratops horridus |
|  |                      |

|  | Torosaurus latus     |
|  |                      |
|  | Torosaurus utahensis |
|  |                      |

|  | Triceratops prorsus  |
|  |                      |
|  | Triceratops horridus |
|  |                      |

|  | Torosaurus latus     |
|  |                      |
|  | Torosaurus utahensis |
|  |                      |

|  | Triceratops prorsus  |
|  |                      |
|  | Triceratops horridus |
|  |                      |

|  | Torosaurus latus     |
|  |                      |
|  | Torosaurus utahensis |
|  |                      |

|  | Triceratops prorsus  |
|  |                      |
|  | Triceratops horridus |
|  |                      |

|  | Torosaurus latus     |
|  |                      |
|  | Torosaurus utahensis |
|  |                      |

|  | Triceratops prorsus  |
|  |                      |
|  | Triceratops horridus |
|  |                      |

|  | Torosaurus latus     |
|  |                      |
|  | Torosaurus utahensis |
|  |                      |

|  | Triceratops prorsus  |
|  |                      |
|  | Triceratops horridus |
|  |                      |

|  | Torosaurus latus     |
|  |                      |
|  | Torosaurus utahensis |
|  |                      |

|  | Triceratops prorsus  |
|  |                      |
|  | Triceratops horridus |
|  |                      |

|  | Torosaurus latus     |
|  |                      |
|  | Torosaurus utahensis |
|  |                      |

|  | Triceratops prorsus  |
|  |                      |
|  | Triceratops horridus |
|  |                      |

|  | Torosaurus latus     |
|  |                      |
|  | Torosaurus utahensis |
|  |                      |

|  | Triceratops prorsus  |
|  |                      |
|  | Triceratops horridus |
|  |                      |

|  | Torosaurus latus     |
|  |                      |
|  | Torosaurus utahensis |
|  |                      |

|  | Triceratops prorsus  |
|  |                      |
|  | Triceratops horridus |
|  |                      |

|  | Torosaurus latus     |
|  |                      |
|  | Torosaurus utahensis |
|  |                      |

|  | Triceratops prorsus  |
|  |                      |
|  | Triceratops horridus |
|  |                      |

|  | Torosaurus latus     |
|  |                      |
|  | Torosaurus utahensis |
|  |                      |

|  | Triceratops prorsus  |
|  |                      |
|  | Triceratops horridus |
|  |                      |

|  | Torosaurus latus     |
|  |                      |
|  | Torosaurus utahensis |
|  |                      |

|  | Triceratops prorsus  |
|  |                      |
|  | Triceratops horridus |
|  |                      |

|  | Torosaurus latus     |
|  |                      |
|  | Torosaurus utahensis |
|  |                      |

|  | Triceratops prorsus  |
|  |                      |
|  | Triceratops horridus |
|  |                      |

|  | Torosaurus latus     |
|  |                      |
|  | Torosaurus utahensis |
|  |                      |

|  | Triceratops prorsus  |
|  |                      |
|  | Triceratops horridus |
|  |                      |

|  | Torosaurus latus     |
|  |                      |
|  | Torosaurus utahensis |
|  |                      |

|  | Triceratops prorsus  |
|  |                      |
|  | Triceratops horridus |
|  |                      |

|  | Torosaurus latus     |
|  |                      |
|  | Torosaurus utahensis |
|  |                      |

|  | Triceratops prorsus  |
|  |                      |
|  | Triceratops horridus |
|  |                      |

|  | Torosaurus latus     |
|  |                      |
|  | Torosaurus utahensis |
|  |                      |

|  | Triceratops prorsus  |
|  |                      |
|  | Triceratops horridus |
|  |                      |

|  | Torosaurus latus     |
|  |                      |
|  | Torosaurus utahensis |
|  |                      |

|  | Triceratops prorsus  |
|  |                      |
|  | Triceratops horridus |
|  |                      |

|  | Torosaurus latus     |
|  |                      |
|  | Torosaurus utahensis |
|  |                      |

|  | Triceratops prorsus  |
|  |                      |
|  | Triceratops horridus |
|  |                      |

|  | Torosaurus latus     |
|  |                      |
|  | Torosaurus utahensis |
|  |                      |

|  | Triceratops prorsus  |
|  |                      |
|  | Triceratops horridus |
|  |                      |

|  | Torosaurus latus     |
|  |                      |
|  | Torosaurus utahensis |
|  |                      |

|  | Triceratops prorsus  |
|  |                      |
|  | Triceratops horridus |
|  |                      |

|  | Torosaurus latus     |
|  |                      |
|  | Torosaurus utahensis |
|  |                      |

|  | Triceratops prorsus  |
|  |                      |
|  | Triceratops horridus |
|  |                      |

|  | Torosaurus latus     |
|  |                      |
|  | Torosaurus utahensis |
|  |                      |

|  | Triceratops prorsus  |
|  |                      |
|  | Triceratops horridus |
|  |                      |

|  | Torosaurus latus     |
|  |                      |
|  | Torosaurus utahensis |
|  |                      |

|  | Triceratops prorsus  |
|  |                      |
|  | Triceratops horridus |
|  |                      |

|  | Torosaurus latus     |
|  |                      |
|  | Torosaurus utahensis |
|  |                      |

|  | Triceratops prorsus  |
|  |                      |
|  | Triceratops horridus |
|  |                      |

|  | Torosaurus latus     |
|  |                      |
|  | Torosaurus utahensis |
|  |                      |

|  | Triceratops prorsus  |
|  |                      |
|  | Triceratops horridus |
|  |                      |

|  | Torosaurus latus     |
|  |                      |
|  | Torosaurus utahensis |
|  |                      |

|  | Triceratops prorsus  |
|  |                      |
|  | Triceratops horridus |
|  |                      |

|  | Torosaurus latus     |
|  |                      |
|  | Torosaurus utahensis |
|  |                      |

|  | Triceratops prorsus  |
|  |                      |
|  | Triceratops horridus |
|  |                      |

|  | Torosaurus latus     |
|  |                      |
|  | Torosaurus utahensis |
|  |                      |

|  | Triceratops prorsus  |
|  |                      |
|  | Triceratops horridus |
|  |                      |

|  | Torosaurus latus     |
|  |                      |
|  | Torosaurus utahensis |
|  |                      |

|  | Triceratops prorsus  |
|  |                      |
|  | Triceratops horridus |
|  |                      |

|  | Torosaurus latus     |
|  |                      |
|  | Torosaurus utahensis |
|  |                      |

|  | Triceratops prorsus  |
|  |                      |
|  | Triceratops horridus |
|  |                      |

|  | Torosaurus latus     |
|  |                      |
|  | Torosaurus utahensis |
|  |                      |

|  | Triceratops prorsus  |
|  |                      |
|  | Triceratops horridus |
|  |                      |

|  | Torosaurus latus     |
|  |                      |
|  | Torosaurus utahensis |
|  |                      |

|  | Triceratops prorsus  |
|  |                      |
|  | Triceratops horridus |
|  |                      |

|  | Anchiceratops ornatus     |
|  |                           |
|  | Arrhinoceratops brachyops |
|  |                           |

|  | Torosaurus latus     |
|  |                      |
|  | Torosaurus utahensis |
|  |                      |

|  | Triceratops prorsus  |
|  |                      |
|  | Triceratops horridus |
|  |                      |

|  | Torosaurus latus     |
|  |                      |
|  | Torosaurus utahensis |
|  |                      |

|  | Triceratops prorsus  |
|  |                      |
|  | Triceratops horridus |
|  |                      |

|  | Torosaurus latus     |
|  |                      |
|  | Torosaurus utahensis |
|  |                      |

|  | Triceratops prorsus  |
|  |                      |
|  | Triceratops horridus |
|  |                      |

|  | Torosaurus latus     |
|  |                      |
|  | Torosaurus utahensis |
|  |                      |

|  | Triceratops prorsus  |
|  |                      |
|  | Triceratops horridus |
|  |                      |

|  | Torosaurus latus     |
|  |                      |
|  | Torosaurus utahensis |
|  |                      |

|  | Triceratops prorsus  |
|  |                      |
|  | Triceratops horridus |
|  |                      |

|  | Torosaurus latus     |
|  |                      |
|  | Torosaurus utahensis |
|  |                      |

|  | Triceratops prorsus  |
|  |                      |
|  | Triceratops horridus |
|  |                      |

|  | Torosaurus latus     |
|  |                      |
|  | Torosaurus utahensis |
|  |                      |

|  | Triceratops prorsus  |
|  |                      |
|  | Triceratops horridus |
|  |                      |

|  | Torosaurus latus     |
|  |                      |
|  | Torosaurus utahensis |
|  |                      |

|  | Triceratops prorsus  |
|  |                      |
|  | Triceratops horridus |
|  |                      |

|  | Torosaurus latus     |
|  |                      |
|  | Torosaurus utahensis |
|  |                      |

|  | Triceratops prorsus  |
|  |                      |
|  | Triceratops horridus |
|  |                      |

|  | Torosaurus latus     |
|  |                      |
|  | Torosaurus utahensis |
|  |                      |

|  | Triceratops prorsus  |
|  |                      |
|  | Triceratops horridus |
|  |                      |

|  | Torosaurus latus     |
|  |                      |
|  | Torosaurus utahensis |
|  |                      |

|  | Triceratops prorsus  |
|  |                      |
|  | Triceratops horridus |
|  |                      |

|  | Torosaurus latus     |
|  |                      |
|  | Torosaurus utahensis |
|  |                      |

|  | Triceratops prorsus  |
|  |                      |
|  | Triceratops horridus |
|  |                      |

|  | Torosaurus latus     |
|  |                      |
|  | Torosaurus utahensis |
|  |                      |

|  | Triceratops prorsus  |
|  |                      |
|  | Triceratops horridus |
|  |                      |

|  | Torosaurus latus     |
|  |                      |
|  | Torosaurus utahensis |
|  |                      |

|  | Triceratops prorsus  |
|  |                      |
|  | Triceratops horridus |
|  |                      |

|  | Torosaurus latus     |
|  |                      |
|  | Torosaurus utahensis |
|  |                      |

|  | Triceratops prorsus  |
|  |                      |
|  | Triceratops horridus |
|  |                      |

|  | Torosaurus latus     |
|  |                      |
|  | Torosaurus utahensis |
|  |                      |

|  | Triceratops prorsus  |
|  |                      |
|  | Triceratops horridus |
|  |                      |

|  | Torosaurus latus     |
|  |                      |
|  | Torosaurus utahensis |
|  |                      |

|  | Triceratops prorsus  |
|  |                      |
|  | Triceratops horridus |
|  |                      |

|  | Torosaurus latus     |
|  |                      |
|  | Torosaurus utahensis |
|  |                      |

|  | Triceratops prorsus  |
|  |                      |
|  | Triceratops horridus |
|  |                      |

|  | Torosaurus latus     |
|  |                      |
|  | Torosaurus utahensis |
|  |                      |

|  | Triceratops prorsus  |
|  |                      |
|  | Triceratops horridus |
|  |                      |

|  | Torosaurus latus     |
|  |                      |
|  | Torosaurus utahensis |
|  |                      |

|  | Triceratops prorsus  |
|  |                      |
|  | Triceratops horridus |
|  |                      |

|  | Torosaurus latus     |
|  |                      |
|  | Torosaurus utahensis |
|  |                      |

|  | Triceratops prorsus  |
|  |                      |
|  | Triceratops horridus |
|  |                      |

|  | Torosaurus latus     |
|  |                      |
|  | Torosaurus utahensis |
|  |                      |

|  | Triceratops prorsus  |
|  |                      |
|  | Triceratops horridus |
|  |                      |

|  | Torosaurus latus     |
|  |                      |
|  | Torosaurus utahensis |
|  |                      |

|  | Triceratops prorsus  |
|  |                      |
|  | Triceratops horridus |
|  |                      |

|  | Torosaurus latus     |
|  |                      |
|  | Torosaurus utahensis |
|  |                      |

|  | Triceratops prorsus  |
|  |                      |
|  | Triceratops horridus |
|  |                      |

|  | Torosaurus latus     |
|  |                      |
|  | Torosaurus utahensis |
|  |                      |

|  | Triceratops prorsus  |
|  |                      |
|  | Triceratops horridus |
|  |                      |

|  | Torosaurus latus     |
|  |                      |
|  | Torosaurus utahensis |
|  |                      |

|  | Triceratops prorsus  |
|  |                      |
|  | Triceratops horridus |
|  |                      |

|  | Torosaurus latus     |
|  |                      |
|  | Torosaurus utahensis |
|  |                      |

|  | Triceratops prorsus  |
|  |                      |
|  | Triceratops horridus |
|  |                      |

|  | Torosaurus latus     |
|  |                      |
|  | Torosaurus utahensis |
|  |                      |

|  | Triceratops prorsus  |
|  |                      |
|  | Triceratops horridus |
|  |                      |

|  | Torosaurus latus     |
|  |                      |
|  | Torosaurus utahensis |
|  |                      |

|  | Triceratops prorsus  |
|  |                      |
|  | Triceratops horridus |
|  |                      |

|  | Torosaurus latus     |
|  |                      |
|  | Torosaurus utahensis |
|  |                      |

|  | Triceratops prorsus  |
|  |                      |
|  | Triceratops horridus |
|  |                      |

|  | Torosaurus latus     |
|  |                      |
|  | Torosaurus utahensis |
|  |                      |

|  | Triceratops prorsus  |
|  |                      |
|  | Triceratops horridus |
|  |                      |

|  | Torosaurus latus     |
|  |                      |
|  | Torosaurus utahensis |
|  |                      |

|  | Triceratops prorsus  |
|  |                      |
|  | Triceratops horridus |
|  |                      |

|  | Torosaurus latus     |
|  |                      |
|  | Torosaurus utahensis |
|  |                      |

|  | Triceratops prorsus  |
|  |                      |
|  | Triceratops horridus |
|  |                      |

|  | Torosaurus latus     |
|  |                      |
|  | Torosaurus utahensis |
|  |                      |

|  | Triceratops prorsus  |
|  |                      |
|  | Triceratops horridus |
|  |                      |

|  | Torosaurus latus     |
|  |                      |
|  | Torosaurus utahensis |
|  |                      |

|  | Triceratops prorsus  |
|  |                      |
|  | Triceratops horridus |
|  |                      |

|  | Torosaurus latus     |
|  |                      |
|  | Torosaurus utahensis |
|  |                      |

|  | Triceratops prorsus  |
|  |                      |
|  | Triceratops horridus |
|  |                      |

|  | Torosaurus latus     |
|  |                      |
|  | Torosaurus utahensis |
|  |                      |

|  | Triceratops prorsus  |
|  |                      |
|  | Triceratops horridus |
|  |                      |

|  | Torosaurus latus     |
|  |                      |
|  | Torosaurus utahensis |
|  |                      |

|  | Triceratops prorsus  |
|  |                      |
|  | Triceratops horridus |
|  |                      |

|  | Torosaurus latus     |
|  |                      |
|  | Torosaurus utahensis |
|  |                      |

|  | Triceratops prorsus  |
|  |                      |
|  | Triceratops horridus |
|  |                      |

|  | Torosaurus latus     |
|  |                      |
|  | Torosaurus utahensis |
|  |                      |

|  | Triceratops prorsus  |
|  |                      |
|  | Triceratops horridus |
|  |                      |

|  | Torosaurus latus     |
|  |                      |
|  | Torosaurus utahensis |
|  |                      |

|  | Triceratops prorsus  |
|  |                      |
|  | Triceratops horridus |
|  |                      |

|  | Torosaurus latus     |
|  |                      |
|  | Torosaurus utahensis |
|  |                      |

|  | Triceratops prorsus  |
|  |                      |
|  | Triceratops horridus |
|  |                      |

|  | Torosaurus latus     |
|  |                      |
|  | Torosaurus utahensis |
|  |                      |

|  | Triceratops prorsus  |
|  |                      |
|  | Triceratops horridus |
|  |                      |

|  | Torosaurus latus     |
|  |                      |
|  | Torosaurus utahensis |
|  |                      |

|  | Triceratops prorsus  |
|  |                      |
|  | Triceratops horridus |
|  |                      |

|  | Torosaurus latus     |
|  |                      |
|  | Torosaurus utahensis |
|  |                      |

|  | Triceratops prorsus  |
|  |                      |
|  | Triceratops horridus |
|  |                      |

|  | Torosaurus latus     |
|  |                      |
|  | Torosaurus utahensis |
|  |                      |

|  | Triceratops prorsus  |
|  |                      |
|  | Triceratops horridus |
|  |                      |

|  | Torosaurus latus     |
|  |                      |
|  | Torosaurus utahensis |
|  |                      |

|  | Triceratops prorsus  |
|  |                      |
|  | Triceratops horridus |
|  |                      |

|  | Torosaurus latus     |
|  |                      |
|  | Torosaurus utahensis |
|  |                      |

|  | Triceratops prorsus  |
|  |                      |
|  | Triceratops horridus |
|  |                      |

|  | Torosaurus latus     |
|  |                      |
|  | Torosaurus utahensis |
|  |                      |

|  | Triceratops prorsus  |
|  |                      |
|  | Triceratops horridus |
|  |                      |

|  | Torosaurus latus     |
|  |                      |
|  | Torosaurus utahensis |
|  |                      |

|  | Triceratops prorsus  |
|  |                      |
|  | Triceratops horridus |
|  |                      |

|  | Torosaurus latus     |
|  |                      |
|  | Torosaurus utahensis |
|  |                      |

|  | Triceratops prorsus  |
|  |                      |
|  | Triceratops horridus |
|  |                      |

|  | Torosaurus latus     |
|  |                      |
|  | Torosaurus utahensis |
|  |                      |

|  | Triceratops prorsus  |
|  |                      |
|  | Triceratops horridus |
|  |                      |

|  | Torosaurus latus     |
|  |                      |
|  | Torosaurus utahensis |
|  |                      |

|  | Triceratops prorsus  |
|  |                      |
|  | Triceratops horridus |
|  |                      |

|  | Torosaurus latus     |
|  |                      |
|  | Torosaurus utahensis |
|  |                      |

|  | Triceratops prorsus  |
|  |                      |
|  | Triceratops horridus |
|  |                      |

|  | Torosaurus latus     |
|  |                      |
|  | Torosaurus utahensis |
|  |                      |

|  | Triceratops prorsus  |
|  |                      |
|  | Triceratops horridus |
|  |                      |

|  | Torosaurus latus     |
|  |                      |
|  | Torosaurus utahensis |
|  |                      |

|  | Triceratops prorsus  |
|  |                      |
|  | Triceratops horridus |
|  |                      |

|  | Torosaurus latus     |
|  |                      |
|  | Torosaurus utahensis |
|  |                      |

|  | Triceratops prorsus  |
|  |                      |
|  | Triceratops horridus |
|  |                      |

|  | Torosaurus latus     |
|  |                      |
|  | Torosaurus utahensis |
|  |                      |

|  | Triceratops prorsus  |
|  |                      |
|  | Triceratops horridus |
|  |                      |

|  | Torosaurus latus     |
|  |                      |
|  | Torosaurus utahensis |
|  |                      |

|  | Triceratops prorsus  |
|  |                      |
|  | Triceratops horridus |
|  |                      |

|  | Torosaurus latus     |
|  |                      |
|  | Torosaurus utahensis |
|  |                      |

|  | Triceratops prorsus  |
|  |                      |
|  | Triceratops horridus |
|  |                      |

|  | Torosaurus latus     |
|  |                      |
|  | Torosaurus utahensis |
|  |                      |

|  | Triceratops prorsus  |
|  |                      |
|  | Triceratops horridus |
|  |                      |

|  | Torosaurus latus     |
|  |                      |
|  | Torosaurus utahensis |
|  |                      |

|  | Triceratops prorsus  |
|  |                      |
|  | Triceratops horridus |
|  |                      |

|  | Torosaurus latus     |
|  |                      |
|  | Torosaurus utahensis |
|  |                      |

|  | Triceratops prorsus  |
|  |                      |
|  | Triceratops horridus |
|  |                      |

|  | Torosaurus latus     |
|  |                      |
|  | Torosaurus utahensis |
|  |                      |

|  | Triceratops prorsus  |
|  |                      |
|  | Triceratops horridus |
|  |                      |

Esta relación también apareció en el análisis de Jordan Mallon et al. de 2016, aunque Bravoceratops tuvo que ser eliminado del análisis para poder crear resultados significativos. En 2021 fue descrito Sierraceratops y se encontró que forma un clado con Coahuilaceratops y Bravoceratops, y sus descriptores, Sebastian Dalman et al., sugirieron que formaban un clado endémico del sur de Laramidia.

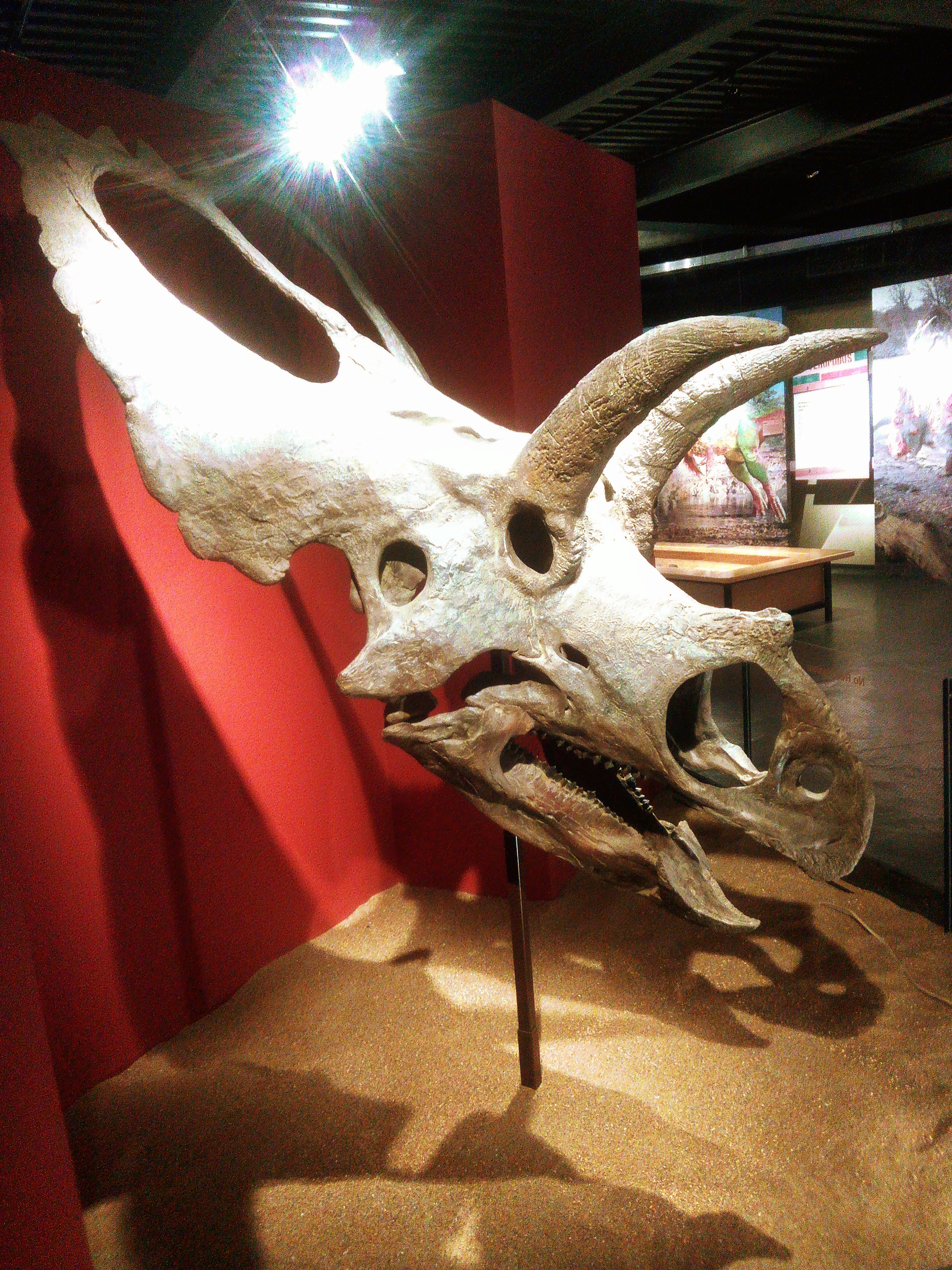
Reconstrucción del cráneo de Coahuilaceratops.
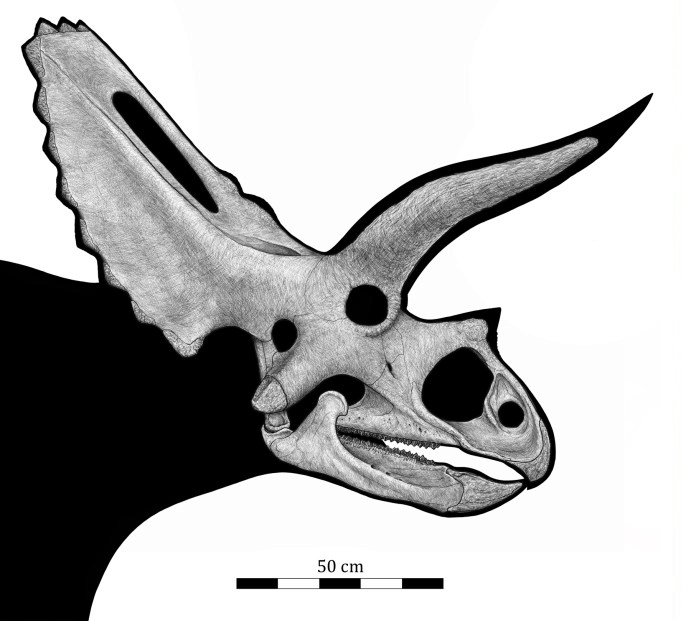
Cráneo de Coahuilaceratops